# Alhambra

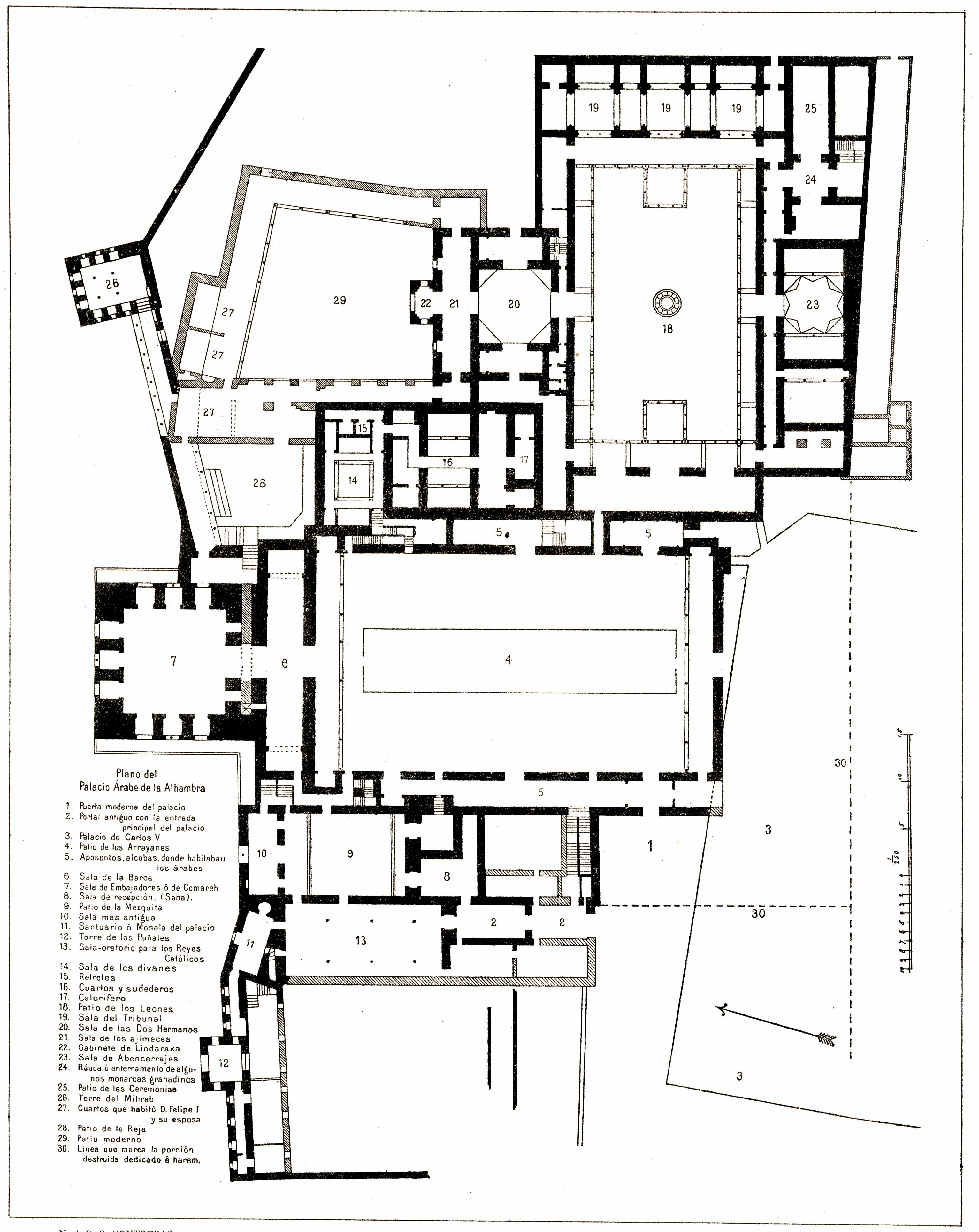
Planta do palácio árabe datada de 1889

Alhambra ou, preferencialmente, Alambra (em árabe: الحمراء; "a Vermelha") é um complexo palaciano e fortaleza localizado na cidade e município de Granada, na província homónima, comunidade autónoma da Andaluzia, na Espanha, em posição dominante no alto duma elevação arborizada na parte sudeste da cidade.
Esta rica alcáçova (ou al-Ksar) alojava o monarca dos nacéridas e a corte do Reino de Granada. O seu verdadeiro atrativo, como outras obras muçulmanas da época, são os interiores, cuja decoração está no cume da arte islâmica. Esta importante atracção turística espanhola exibe os mais famosos elementos da arquitectura islâmica no país, juntamente com estruturas cristãs do século XVI e intervenções posteriores em edifícios e jardins que marcam a sua imagem tal como pode ser vista na actualidade.
No interior do recinto da Alhambra fica o Palácio de Carlos V, um palácio erguido pelo Imperador Carlos V do Sacro Império Romano Germânico em 1527.
Juntamente com os vizinhos Generalife (uma villa que inclui extensos jardins e hortas) e o bairro do Albaicín, constitui o sítio inscrito na lista de Patrimônio Mundial da UNESCO "Alhambra, Generalife e Albaicín, Granada".

## Localização

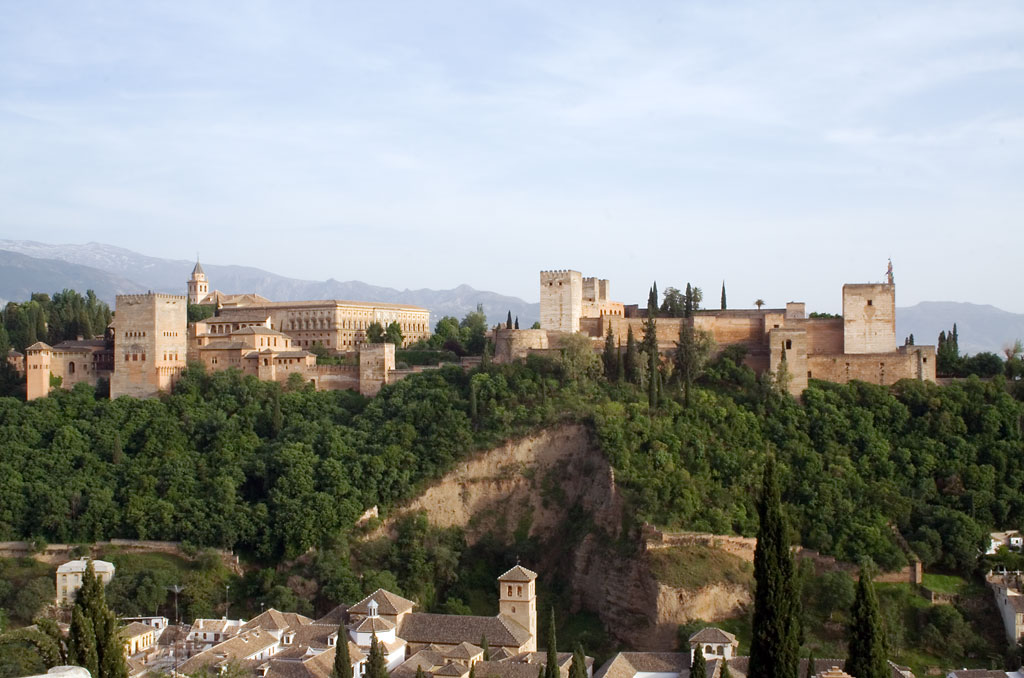
A Alhambra vista do Mirador de San Nicolás, no bairro de Albaycin

A Alhambra é uma cidade amuralhada (medina) que ocupa a maior parte da colina de La Sabika. A cidade de Granada tinha o seu próprio sistema de muralhas, pelo que a Alhambra podia funcionar de forma autónoma em relação a Granada. Na Alhambra encontravam-se todos os serviços próprios e necessários para a população que ali vivia: palácio real, mesquitas, escolas, oficinas, etc.
O planalto no qual se implanta, com as dimensões de cerca de 740 metros de comprimento por 205 metros de largura máxima, estende-se de oeste-noroeste para este-sudeste, cobrindo uma área de cerca de 142 000 m².
O seu elemento mais ocidental é a alcáçova (cidadela); uma posição fortemente fortificada. O resto do planalto compreende vários palácios, cercados por uma muralha defensiva relativamente fraca, flanqueada por 13 torres, algumas defensivas e outras destinadas a providenciar vistas panorâmicas para os seus habitantes.
O rio Darro corre ao longo duma profunda ravina a norte e divide o planalto do bairro de Albaicín. Do mesmo modo, o vale Assabica, onde está inserido o parque de Alhambra a oeste e a sul, e, por trás deste vale, a quase paralela cadeia do Monte Mauror, separa o complexo do bairro de Antequeruela.

## Etimologia

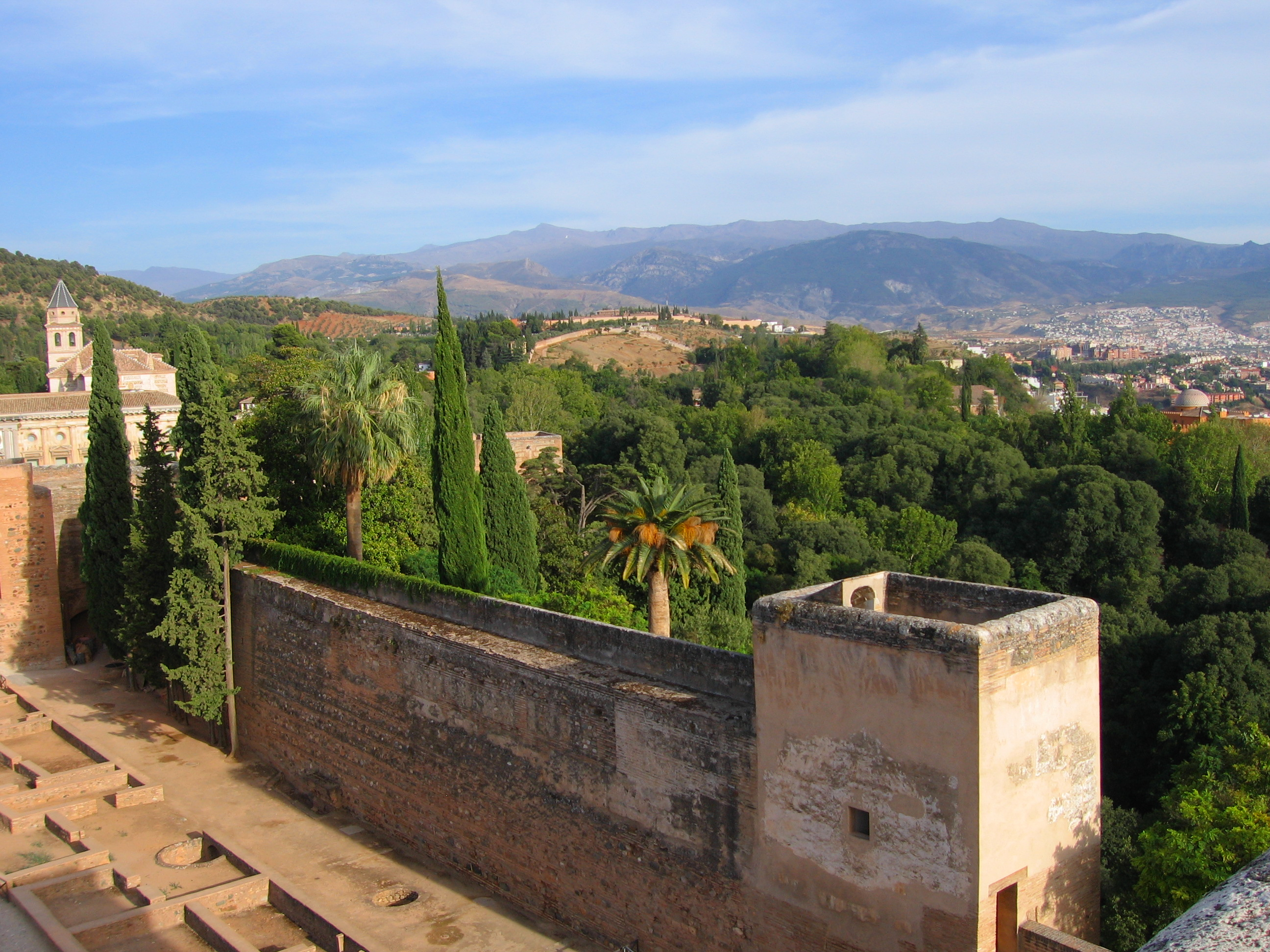
Vista da Alcáçova para a Sierra Nevada

Etimologicamente, Alhambra em árabe é "Al Hamra" (a vermelha, الحمراء), procedente do nome completo "Qal'at al-hamra" (Fortaleza Vermelha). Na sua evolução, o castelhano intercalou um B entre o M e o R (como em alfombra), que no árabe clássico tinha o significado de "vermelhidão", escrito como "humrah".
Aparentemente, isto resultaria da cor dos tijolos de taipa, secos ao sol e feitos de argila e gravilha de que são feitas as muralhas exteriores.
No entanto, esta explicação para o nome da Alhambra é só uma versão, pois há outros autores que defendem que na época andaluz a Alhambra estava caiada e a sua cor era branca. O nome de "vermelha" resultaria do facto de se trabalhar dia e noite durante os anos que durou a sua construção, pelo que o adjectivo relembraria o clarão avermelhado das tochas que iluminavam os trabalhos. Outros autores defendem que "Alhambra" é simplesmente o nome no feminino do seu fundador, Abu Alahmar (Mahomed Ibn-al-Ahmar), que em árabe significa "o Vermelho", por ser ruivo. Outros, ainda, vêm as suas origens na palavra árabe Daral Amira, que significa Casa do Senhor.

## História

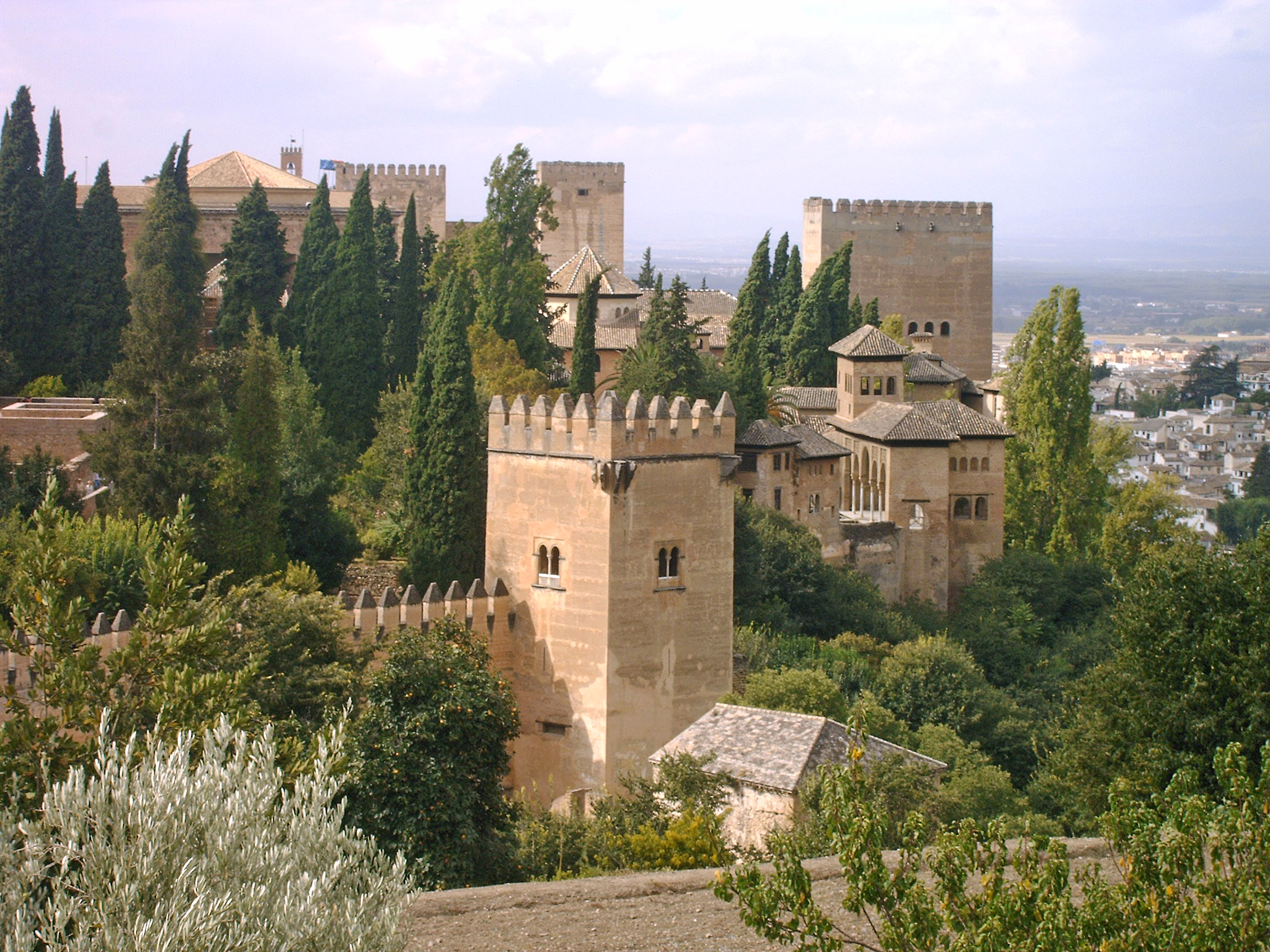
Alhambra vista dos jardins da Generalife, ao fundo o bairro de Albaicín

A maior parte do complexo foi construído, principalmente, entre 1248 e 1354, nos reinados de Maomé I e dos seus sucessores; a Alhambra é um reflexo da cultura dos últimos anos do reino nacérida, sendo um local onde os artistas e intelectuais procuravam refúgio no decurso das vitórias cristãs por todo o Alandalus. Mistura elementos naturais com outros feitos pela mão do homem, sendo um testemunho da habilidade dos artesãos muçulmanos da época.
A primeira referência ao Qal’at al Hamra surge durante as batalhas entre árabes e muladis ocorridas no reinado de Abdalá I de Córdova (888-912). Num confronto particularmente feroz e sangrento, os muladies derrotaram completamente os árabes, os quais foram, então, forçados a refugiar-se num primitivo castelo vermelho na província de Elvira, presentemente localizado em Granada. De acordo com documentos da época que sobreviveram até aos nossos dias, esse castelo era bastante pequeno e as suas muralhas eram incapazes de deter um exército que desejasse conquistá-lo. O castelo foi amplamente ignorado até ao século XI, quando as suas ruínas foram renovadas e reconstruídas por Samuel ibn Naghralla, vizir do emir zirida Badis ibne Almançor, numa tentativa de preservar a pequena comunidade judia também localizada na Colina de La Sabika. No entanto, evidências presentes em textos árabes indicam que a fortaleza foi facilmente penetrada e que a Alhambra que sobrevive até à actualidade foi construída durante o Reino Nacérida.

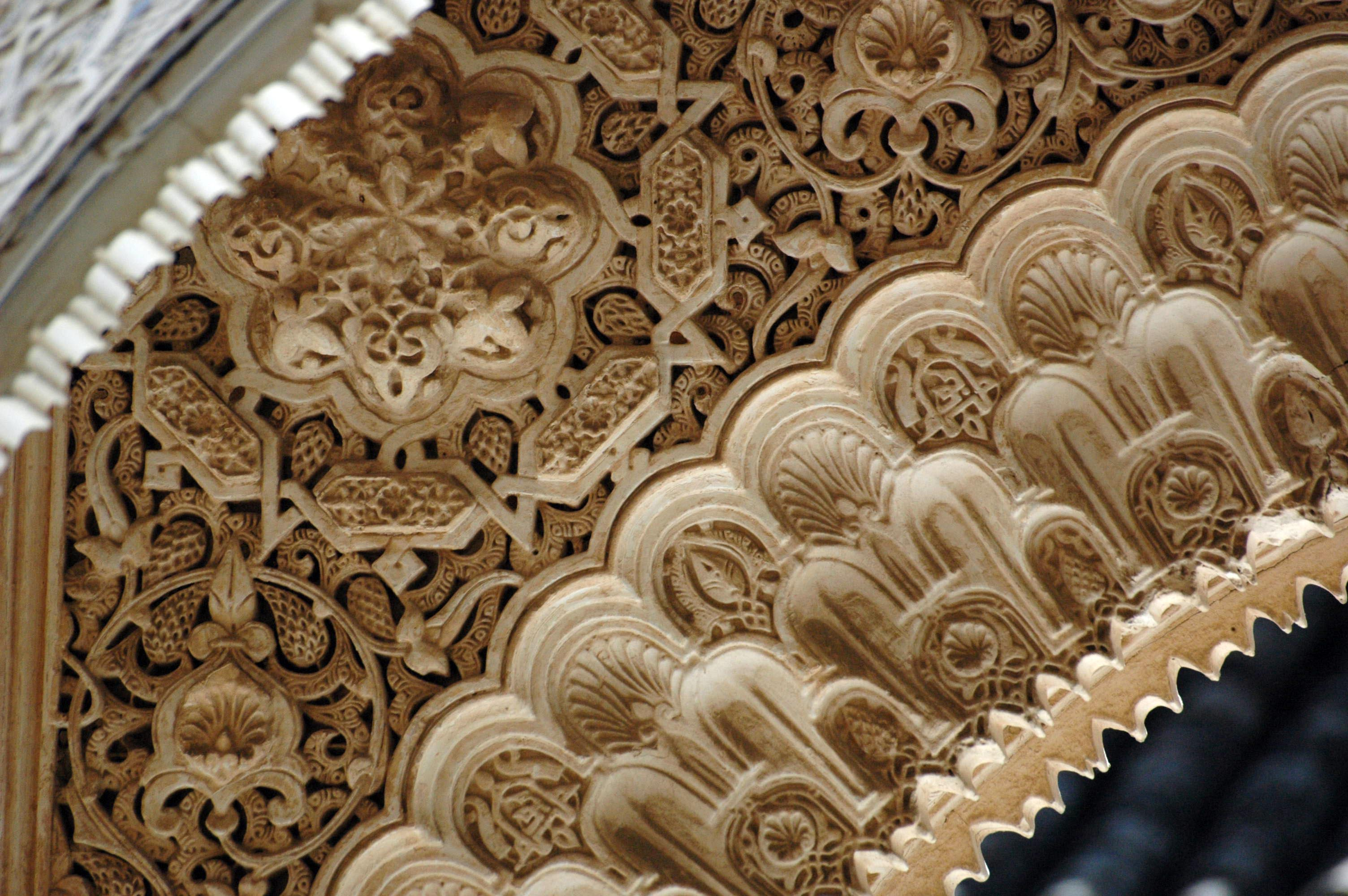
Um detalhe dos arabescos

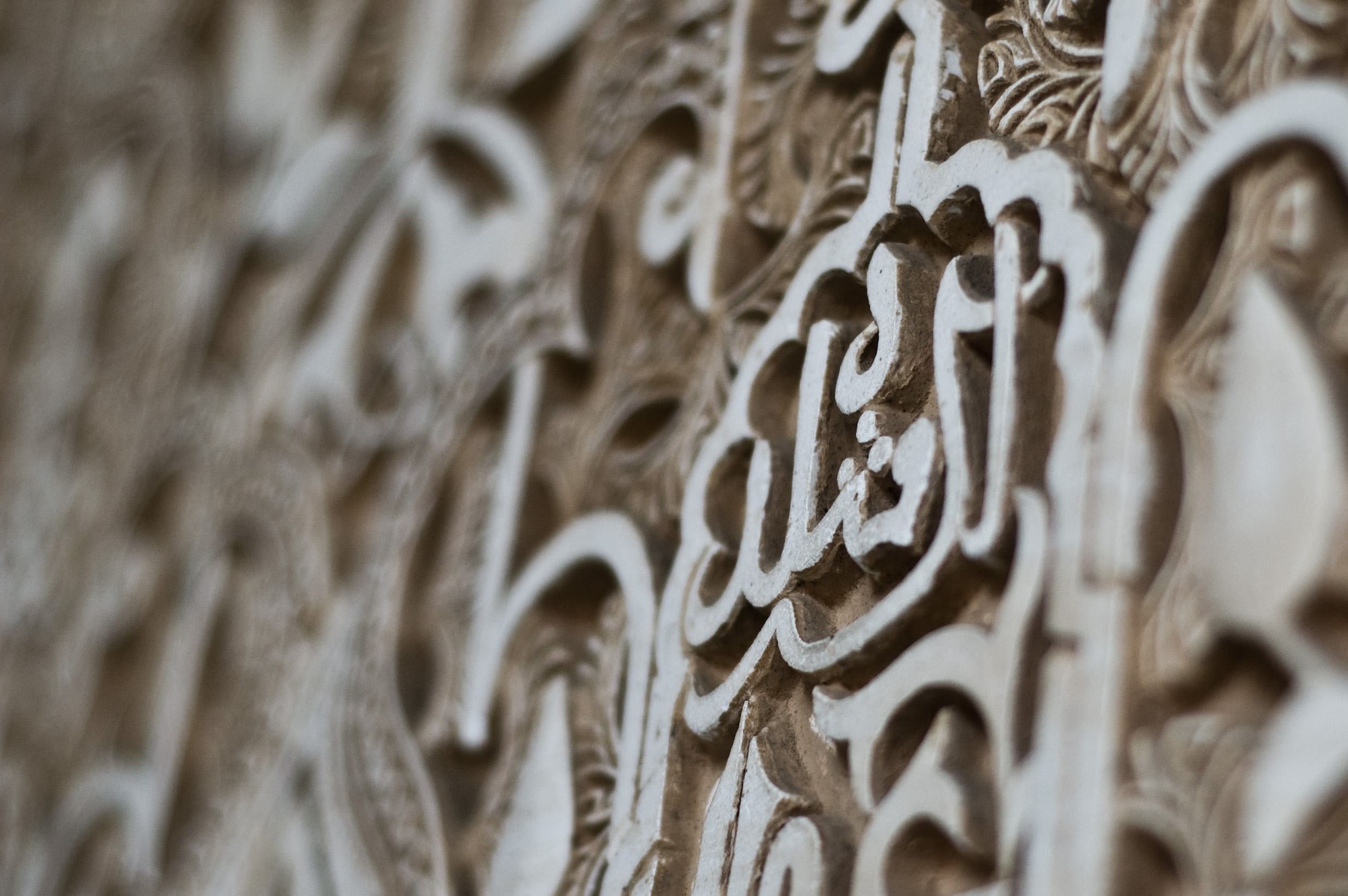
Um detalhe dos arabescos

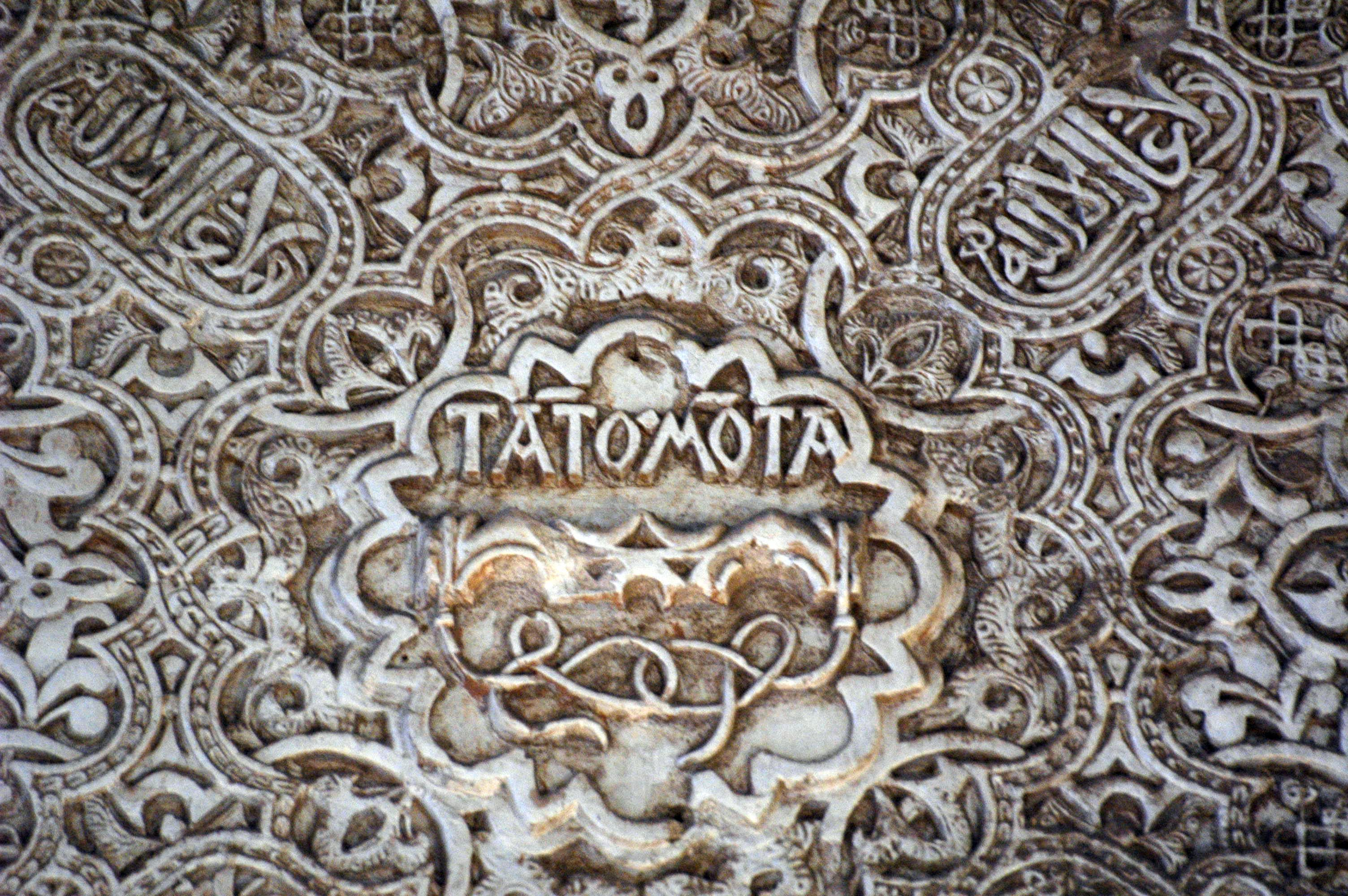
Emblema dos Reis Cristãos esculpido depois da conquista

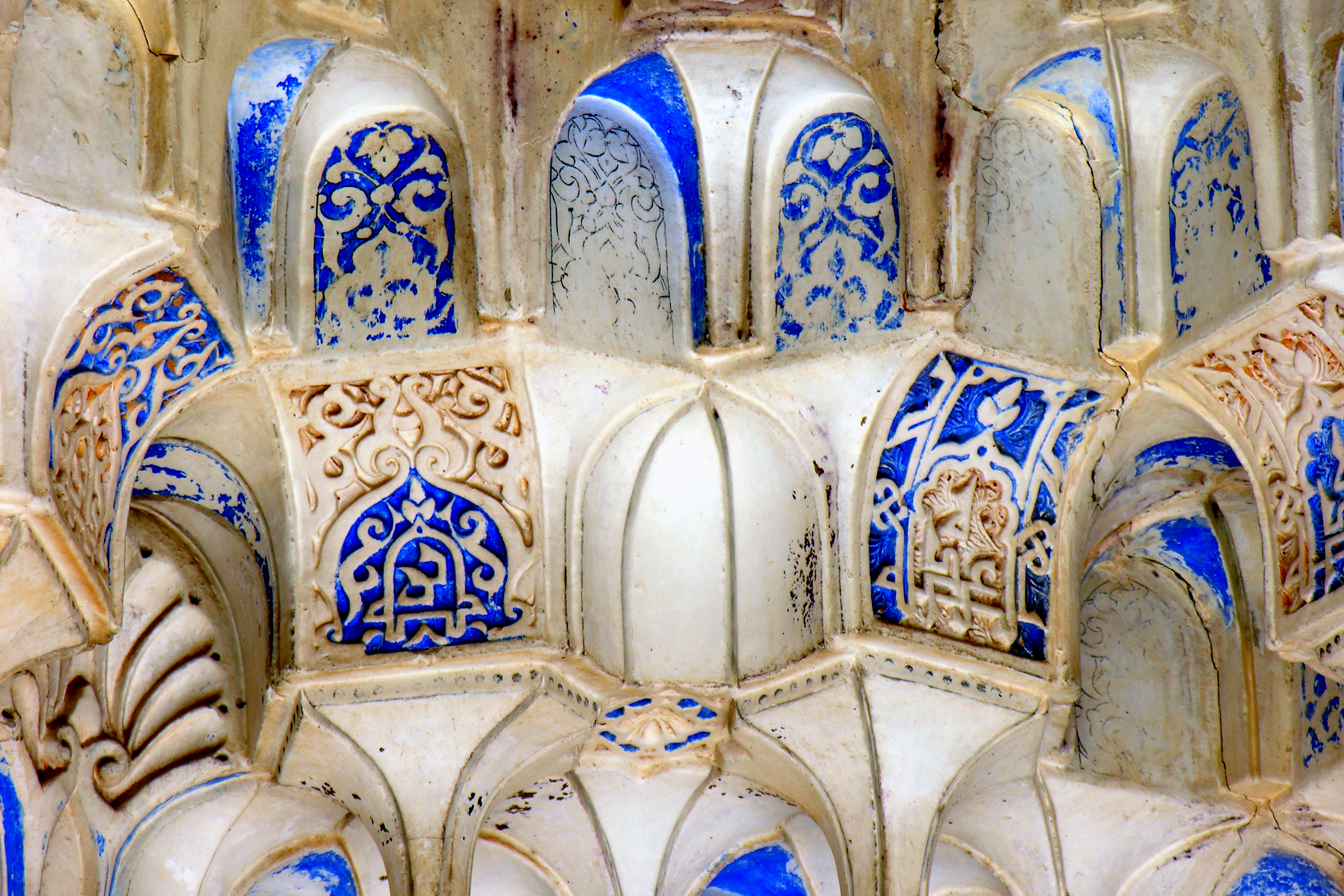
Moçárabes: detalhe da decoração

Maomé I, chamado Alamar (o vermelho) por ter a barba ruiva, o fundador da dinastia nacérida, foi forçado a fugir para Xaém de forma a evitar a perseguição de Fernando III de Castela e dos seus apoiantes durante a tentativa de libertar a Espanha do domínio mouro. Em 1238, ibne Alamar entra em Granada pela Puerta de Elvira, tendo instalado residência no Palacio del Gallo del Viento, o palácio de Badis. Poucos meses depois, lançou-se na construção duma nova Alhambra preparada para a residência dum rei. De acordo com um manuscrito árabe publicado como o Anónimo de Granada y Copenhague, "Este ano 1238 Abedalá ibne Alamar escalou ao lugar chamado "a Alhambra" inspeccionou-o, definiu a fundação dum castelo e deixou alguns encarregados para a sua construção (…)". O desenho incluía planos para seis palácios, cinco dos quais agrupados no quadrante nordeste formando um quarteirão real, duas torres circulares e numerosos banhos. Durante o domínio da dinastia nacérida, a Alhambra foi transformada numa cidade palaciana, completada com um sistema de irrigação composto por canais para os jardins da Generalife, uma villa localizada no exterior da fortaleza. Previamente, a velha estrutura da Alhambra estava dependente da água da chuva recolhida para uma cisterna e daquela que podia ser trazida do Albaicín. A criação do Canal do Sultão solidificou a identidade da Alhambra como uma cidade-palácio, em vez duma estrutura defensiva e ascética.

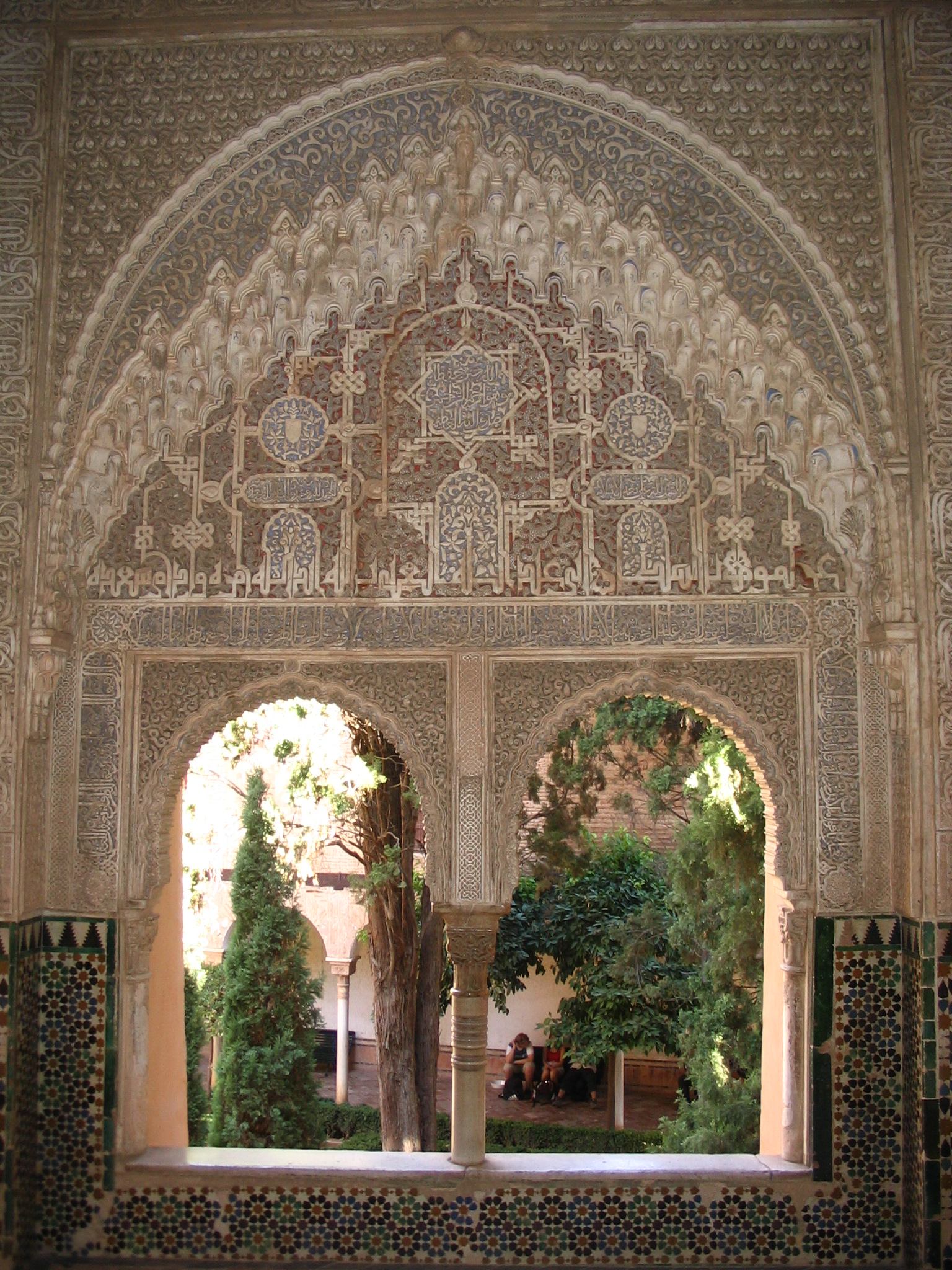
Janela com arabescos

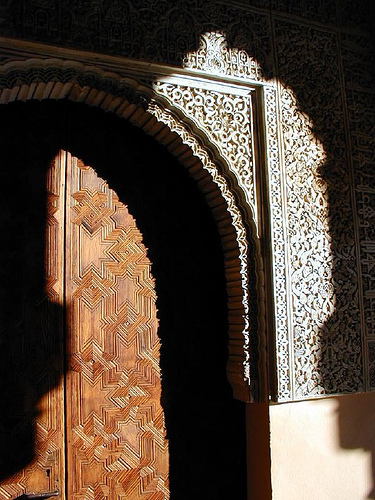
Porta e arabescos

O estilo granadino na Alhambra é o culminar da arte andaluza, o que ocurreu em meados do século XIV durante os reinados de Iúçufe I (1333-1354) e Maomé V (1354-1391). Os esplêndidos arabescos do interior estão relacionados, entre outros monarcas, com Iúçufe I, Maomé V, Ismail I, etc.
O domínio muçulmano de Granada chegou ao fim em 1492, quando os nacéridas foram derrotados pelo Rei Fernando II de Aragão e pela Rainha Isabel de Castela, os quais tomaram a região envolvente duma forma esmagadora. Depois dessa data, os conquistadores começaram a alterar o complexo arquitectónico, com os Reis Católicos a fazerem da Alhambra um palácio real. Os trabalhos inacabados foram cobertos de cal, apagaram-se as pinturas e dourados, o mobiliário foi destruído ou levado para outros locais. O Conde de Tendilla, da Família de Mendoza, foi o primeiro alcaide cristão da Alhambra. Hernando del Pulgar, cronista da época, conta: O Conde de Tendilla e o Comendador Maior de Leão, Gutierre de Cárdenas, receberam de Fernando o Católico as chaves de Granada, entraram na Alhambra e no alto da Torre de Comares içaram a cruz e a bandeira.
Carlos V (1516–1556) reconstruiu partes do complexo no estilo renascença, contemporâneo, destruindo grande parte do palácio de Inverno para dar espaço a uma estrutura, também em estilo Renascença, que nunca chegou a ser concluída. Filipe V (1700–1746) modificou os quartos para um estilo mais italianizante e completou o seu palacete mesmo no centro do que fora o edifício mourisco. Erigiu determinadas partes que taparam por completo algumas estruturas originais. Em anos subsequentes, sob as autoridades espanholas, a arte islâmica continuou a ser desfigurada. Em 1812, algumas das torres foram demolidas pelos franceses, comandados pelo Conde Sebastiani. O resto do edifício escapou por pouco — aliás, era essa a intenção inicial de Napoleão. Contudo, um soldado incapacitado, querendo frustrar as intenções do seu comandante, desarmou alguns dos explosivos, salvando o que restava de Alhambra para a posteridade.
Em 1821, um sismo causou mais estragos. O trabalho de restauro, começado em 1828, da responsabilidade do arquitecto José Contreras, foi patrocinado em 1830 por Fernando VII. Depois da morte de Contreras, em 1847, foi continuado, com franco sucesso, pelo seu filho Rafael (morreu em 1890), e pelo seu neto Mariano.
O Comité do Património Mundial da UNESCO declarou a Alhambra e o Generalife de Granada como Património Cultural da Humanidade na sua sessão do dia 2 de Novembro de 1984 e, cinco anos depois, o bairro do Albaicín (Al Albayzín), antiga cidade medieval muçulmana, obteve a mesma denominação como extensão da declaração de Património Cultural da Humanidade de La Alhambra e do Generalife. A Alhambra foi um dos 21 candidatos finalistas para a eleição das Novas Sete Maravilhas do Mundo, embora, no final, não tenha conseguido arrebatar o título.

## Estrutura do complexo

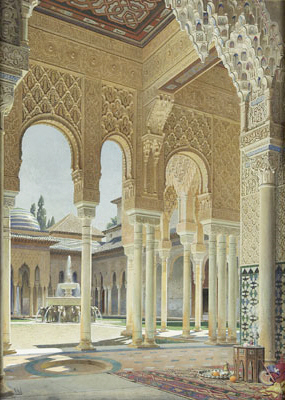
Uma sala da Alhambra e uma vista do Pátio dos Leões

Poetas mouros descrevem a Alhambra como "uma perola encastrada em esmeraldas", em alusão à cor dos seus edifícios e à dos bosques que os rodeiam. O complexo do palácio foi desenhado com o lugar montanhoso em mente, tendo sido consideradas muitas formas de tecnologia. O parque (Alameda de la Alhambra), o qual fica coberto de flores selvagens e relva durante a Primavera, foi plantado pelos mouros com rosas, laranjeiras e mirtilos; o seu elemento mais característico é, no entanto, o denso bosque de ulmus procera trazido pelo Duque de Wellington em 1812. No parque existem numerosos rouxinóis e é frequente a presença do som da água corrente vindo de várias fontes e cascatas. Estas são abastecidas através dum canal com 8 km. (5 milhas) de comprimento, o qual está ligado com o rio Darro no mosteiro de Jesús del Valle, a montante de Granada.

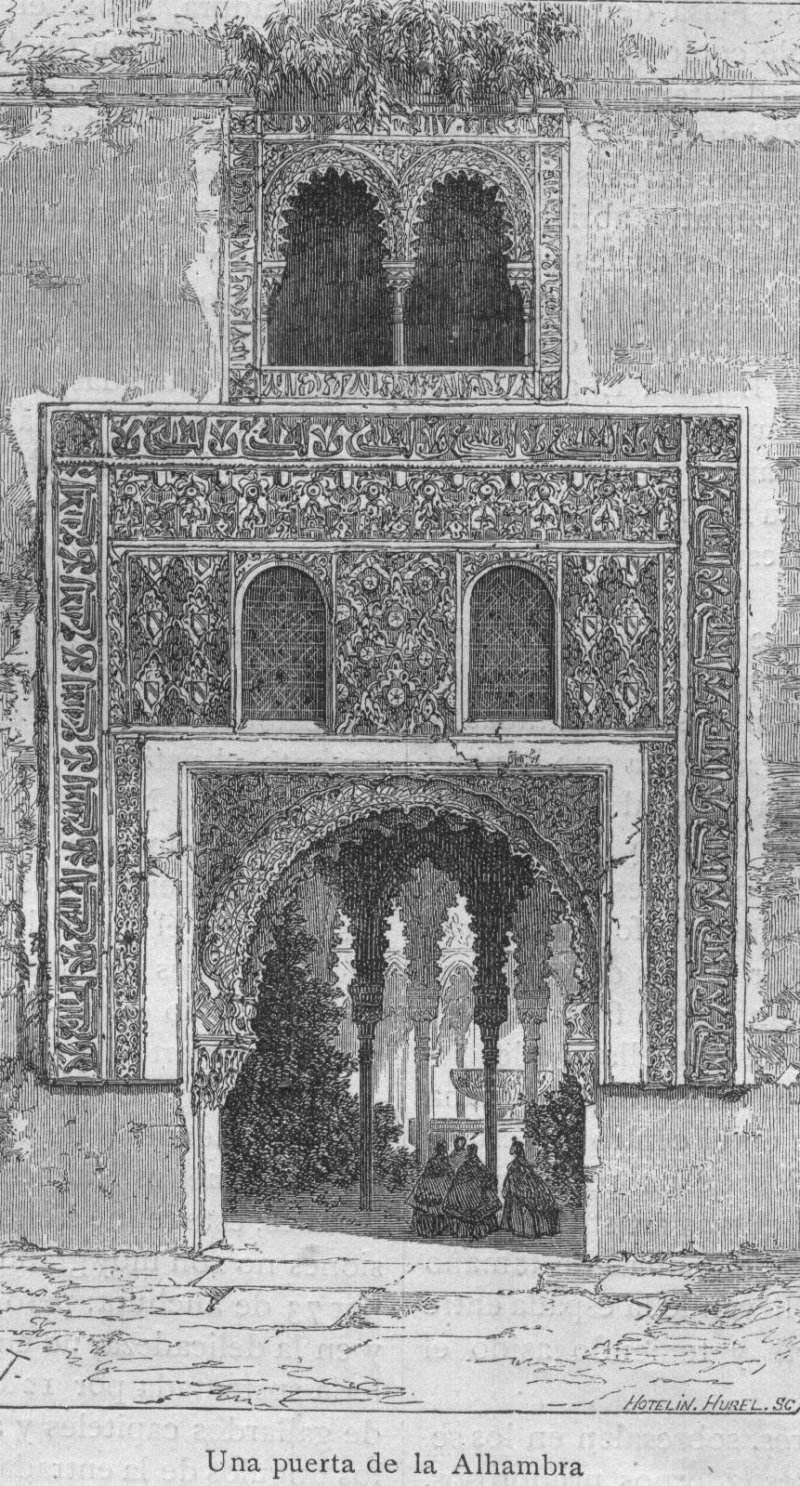
Uma das portas da Alhambra (gravura antiga)

Apesar do longo período em que foi negligenciada, dos vandalismos intencionais e dos restauros por vezes prejudiciais a que a Alhambra foi sujeita, permanece como um exemplo atípico da arte muçulmana no seu estádio final na Europa, relativamente independente das influências directas da arquitectura bizantina encontradas na Mesquita de Córdova. A maior parte dos edifícios do complexo são de planta quadrangular, com todas as salas a abrir para um pátio central, atingindo o conjunto o seu tamanho actual apenas pela adição gradual de novos quadrângulos, desenhados no mesmo princípio, apesar das dimensões variáveis, e ligados uns aos outros por pequenas salas e passagens. A Alhambra foi sendo acrescentada pelos diferentes soberanos muçulmanos que residiram no complexo, no entanto, cada nova secção que foi sendo acrescentada seguia o consistente tema do "Paraíso na Terra". Arcadas colunadas, fontes com água corrente e tanques reflectores foram usados para aumentar a complexidade estética e funcional. De qualquer forma, o exterior foi deixado plano e austero. O sol e o vento têm livre admissão. Azul, vermelho e amarelo dourado, todas um pouco desbotadas devido à acção do tempo e do clima, são as cores mais usadas.
A decoração consiste, em regra, de folhagens rígidas e convencionais, inscrições árabes e padrões geométricos trabalhados em arabescos. Azulejos pintados são amplamente usados como painéis para as paredes. O complexo palaciano é desenhado em estilo mudéjar, o qual é característico da reinterpretação das formas islâmicas nos elementos ocidentais e francamente popular durante a Reconquista, um período da história no qual os reis cristãos reconquistaram a Península Ibérica aos muçulmanos.
A Alhambra lembra muitas das fortalezas medievais cristãs na sua organização enquanto castelo, palácio e anexo residencial para os subordinados. A alcáçova, ou cidadela, a sua parte mais antiga, está construída num promontório isolado, o qual termina a plataforma a noroeste, sendo toda constituída por maciças muralhas. Na sua torre do relógio, a Torre de la Vela (25 m. de altura), foi içada pela primeira vez a bandeira de Fernando II de Aragão e Isabel de Castela aquando da conquista espanhola de Granada no dia 2 de janeiro de 1492. Uma torreta contendo um grande sino foi acrescentada no século XIX e restaurada depois de ter sido danificada por um raio em 1881. Para lá da alcáçova fica o palácio dos soberanos mouros, a Alhambra propriamente dita; e para além desta situa-se a Alhambra Alta, originalmente ocupada por oficiais e cortesãos.

### Entradas
Uma forma de aceder ao recinto é pela Puerta de las Granadas (subindo desde a Plaza Nueva); outro acesso é pela Cuesta de los Chinos (no final do Paseo de los Tristes):
O caminho central, se subirmos pela Puerta de las Granadas, é destinado aos transportes públicos e chega até ao Palácio de Carlos V. Andando, pode chegar-se até à Puerta de la Justicia (justiça para os casos fáceis — anteriormente a Bab Axarea, a Puerta de la Explanada, na qual nunca se praticou justiça), a qual data da época de Iúçufe I, 1348. No centro pode ver-se o relevo duma mão sobre e no segundo arco o relevo duma chave. Esta simbologia tem dado lugar a muitas explicações, ainda que nenhuma definitiva; uma das possibilidades é explicá-la como uma metáfora do conhecimento (a mão deve apanhar a chave que abre a porta do conhecimento).

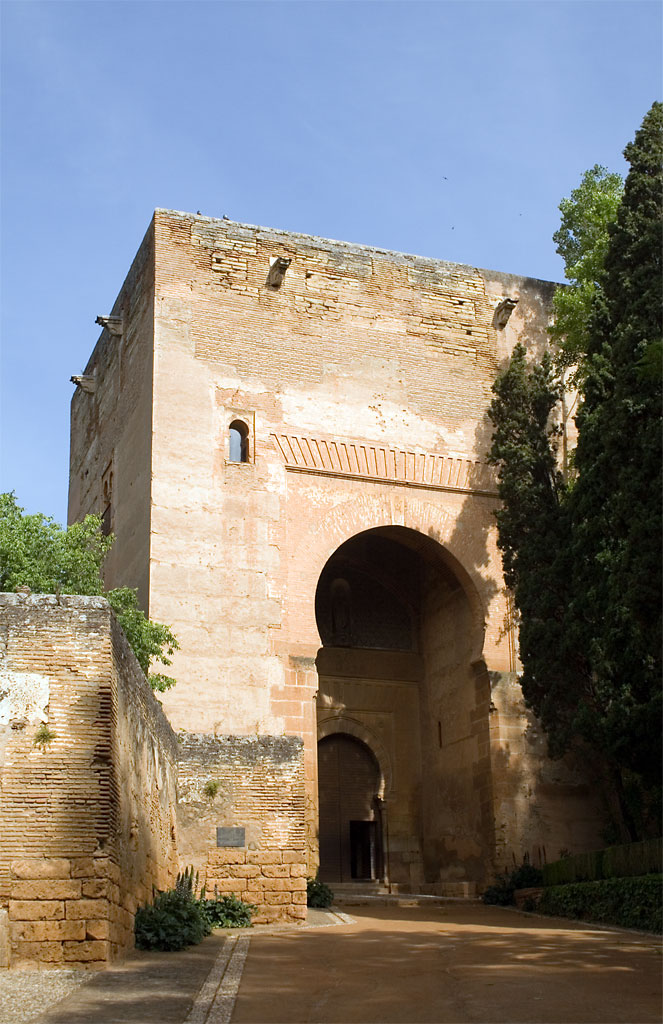
A Torre de la Justicia, construída por Iúçufe I em 1348, era a entrada original para a Alhambra

Desemboca-se numa explanada chamada Plaza de los Aljibes, por estar sobre uma série de tanques. À direita está a Puerta del Vino, que serve de comunicação entre a alcáçova e a zona dos palácios (os dois mais famosos e melhor conservados são o Palácio de Comares e o Palácio dos Leões).
A Alcáçova compreende:
- O Jardín de los Adarves: no final do qual existe um balcão com uma boa vista panorâmica.
- A Torre de la Vela: é uma torre de vigia à qual se pode subir. Dela vê-se Granada, o Sacromonte e o Albaicín.
- A Torre de Menagem.
- A Torre Quebrada.
- A Torre Adarguero. Estas três últimas torres dão para uma grande esplanada.

Por trás da Puerta del Vino, deixando o Palácio de Carlos V à direita, acede-se à zona dos palácios.
Quando os Reis Católicos, Isabel e Fernando, conquistaram o Reino de Granada, expulsaram o Rei Boabdil, o qual ficou muito triste por ter perdido o que chamava de "o Paraíso Terrestre". Diz a lenda que o monarca terá chorado diante de sua mãe enquanto se afastava da sua Granada e que esta lhe terá dito: chora como uma mulher, o que não soubeste defender como um homem. No caminho até à costa granadina existe um porto de montanha chamado "El Suspiro del Moro" (O Suspiro do Mouro), nome que se obteve desta lenda, já que deste ponto se pode observar toda a cidade e a Alhambra, e onde se supõe que Boabdil parou para admirar o seu reino perdido, não podendo evitar chorar.

### Descrição das áreas principais

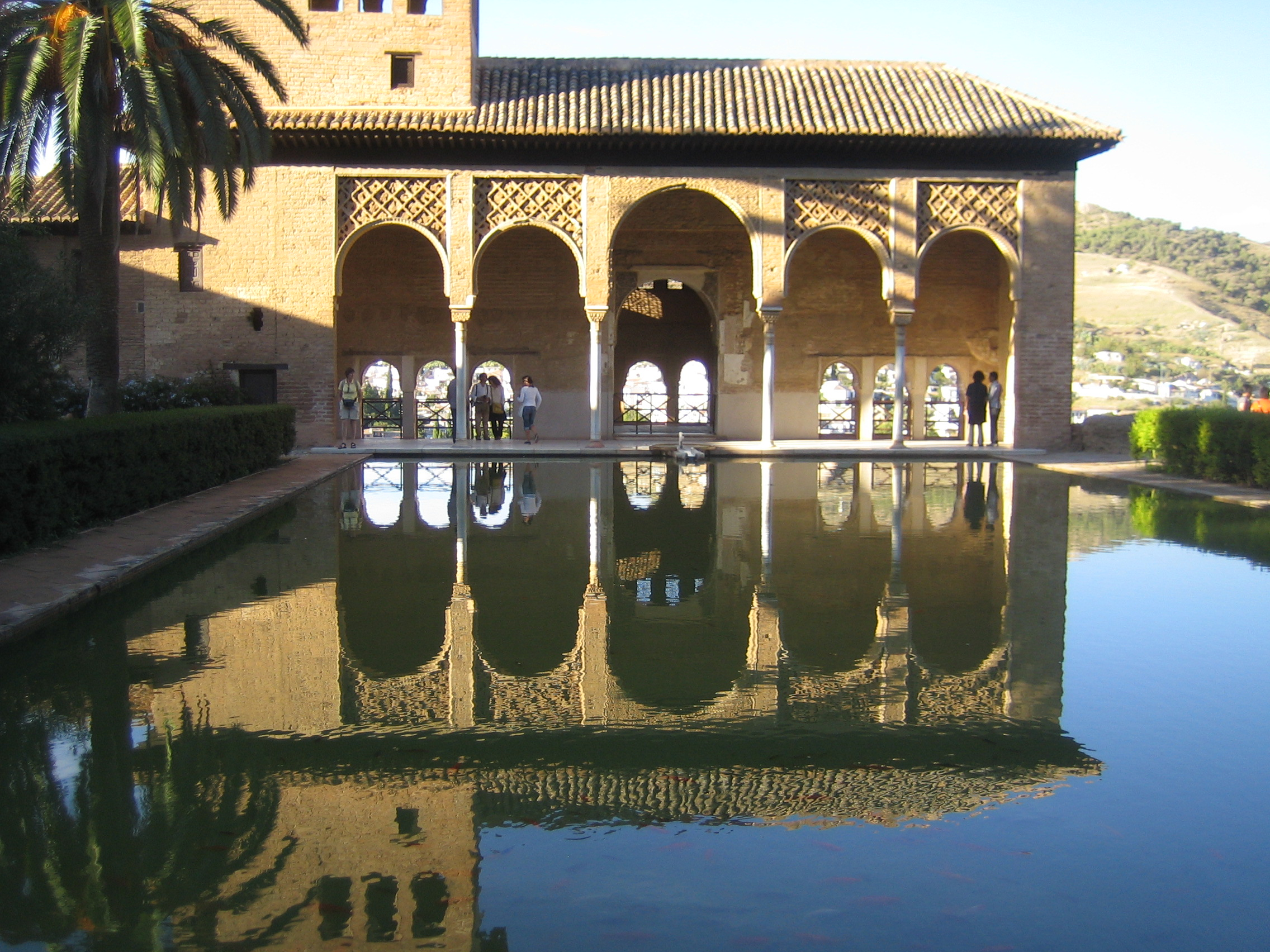
O Partal

Segue-se uma breve descrição das principais áreas dos palácios que constituem o complexo da Alhambra. O complexo real consiste em três partes principais: o Mexuar, o Seralho e o Harém:
- O Mexuar alojava as áreas funcionais para condução dos negócios e da administração e servia de sala de audiência e justiça para os casos mais importantes. Os tectos, pavimentos e remates são feitos de madeira escura e contrastam de forma flagrante com o branco do estuque das paredes.
- O Seralho, construído durante o reinado de Yusef I, no século XIV, contém o Pátio dos Arrayanes. Os interiores brilhantemente coloridos apresentam painéis, azulejos, tectos decorados e outros trabalhos em madeira.
- Finalmente, o Harém também é decorado de forma elaborada e contém os aposentos de habitação para as esposas e amantes dos monarcas árabes. Esta área contém uma casa de banho com água corrente, quente e fria, além de água pressurizada para chuveiros. As casas de banho estavam abertos para os elementos naturais de forma a permitir a entrada da luz e ar. O Harém também apresenta representações de formas humanas, o que é proibido segundo a lei islâmica. Provavelmente, os artesãos cristãos contratados desenharam obras de arte que seriam colocadas no palácio e os tolerantes monarcas muçulmanos permitiram que os trabalhos ficassem.

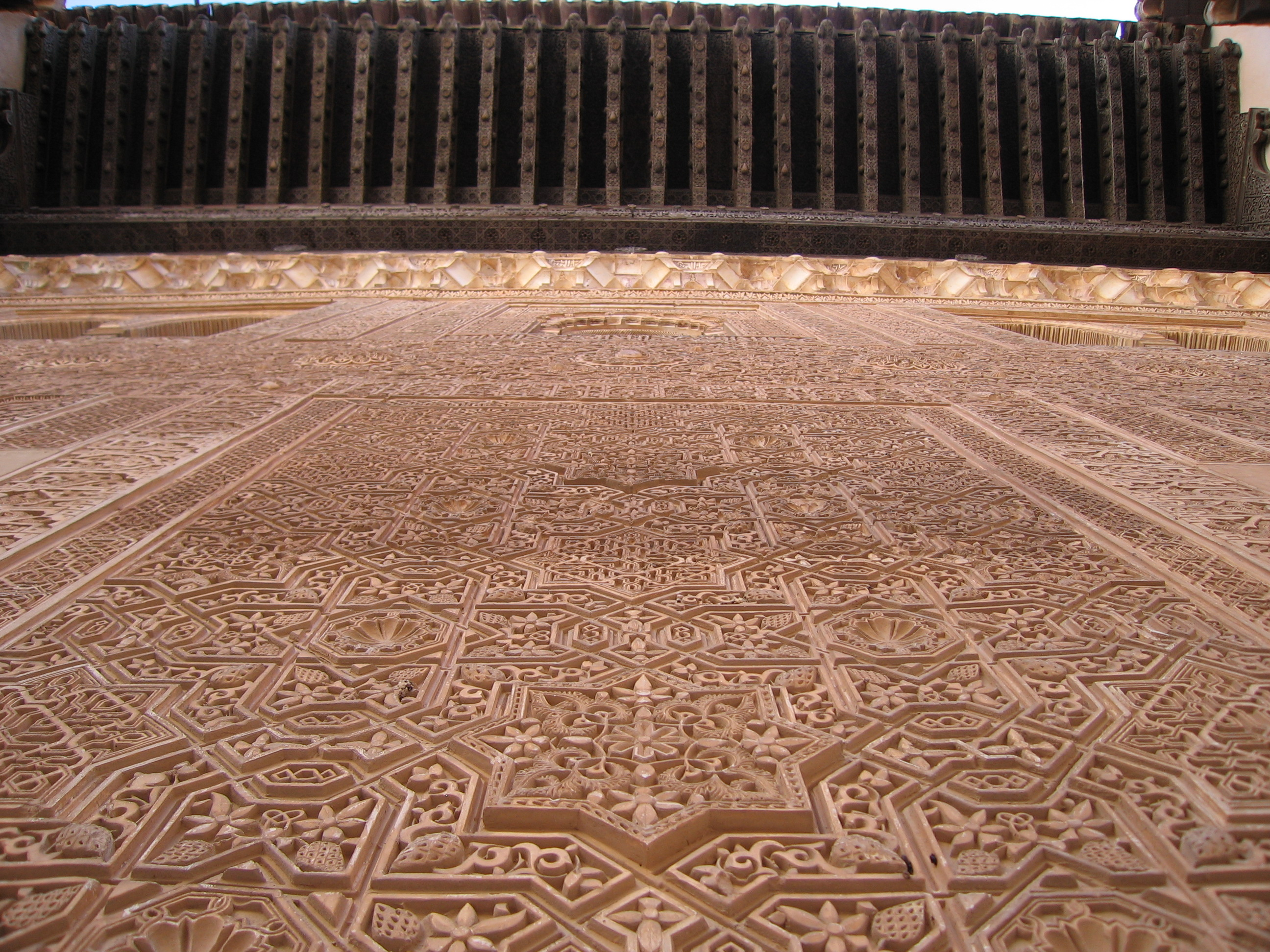
Detalhe da parede da Sala Dourada, visto de baixo

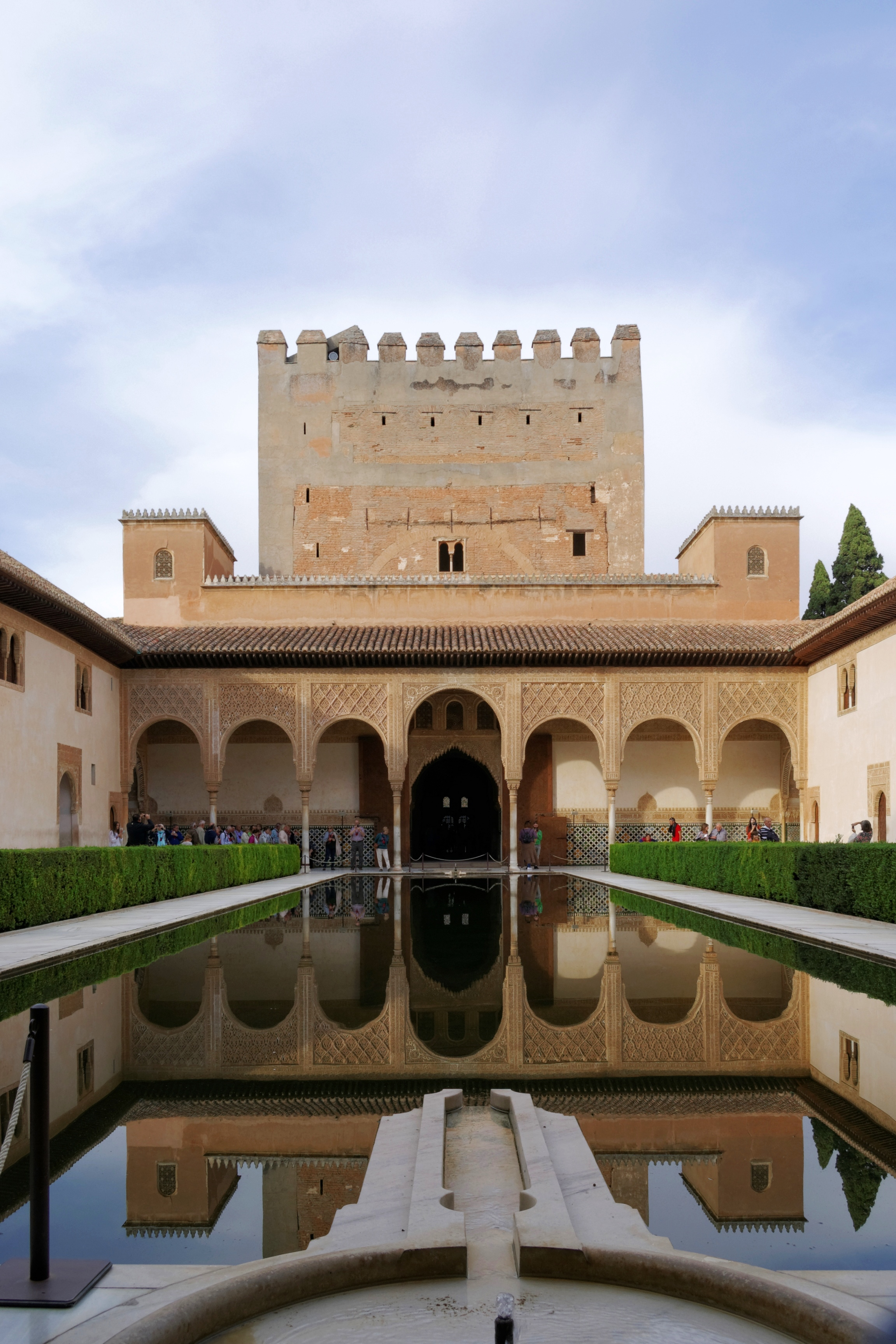
O Pátio da Alberca ou dos Arrayanes

#### Mexuar
O Mexuar é a sala mais primitiva e a que apresenta uma decoração mais modesta. Tinha uma câmara elevada fechada por persianas, onde se sentava o sultão a escutar sem ser visto. Não existiam as janelas laterais. Tinha o tecto aberto na sua parte central. Ao fundo, existe uma pequena divisão de onde se avista o Albaycín. Na parte superior possui um friso escrito, um oratório. Na continuação, entra-se num pátio com uma fonte ao centro e uma câmara à esquerda.

#### Pátio do Mexuar ou do Quarto Dourado
Com o beiral original de madeira de cedro, decorado com pinhas e conchas. Debaixo dele, janelas fechadas com persianas. Duas portadas rectangulares bordeadas por sanefa de cerâmica. Existem duas portas, uma que conduz ao palácio oficial e outra que não leva a lado nenhum. A que conduz ao palácio é mais simples que a outra, tratada desta forma com o objectivo de confundir os assaltantes e os ladrões. O espaço está decorado com pinturas góticas, além de escudos e emblemas dos Reis Católicos.

#### Pátio daAlberca(tanque) ou dosArrayanes(murtas)
Este pátio é o recinto central do Palácio de Comares. Em ambos os lados do tanque, que ocupa grande parte do pátio, encontram-se plantadas murtas. Neste pátio pode encontrar-se um dos temas ambientais da Alhambra: a presença da água; não só actuando como tal, mas também enquanto espelho. Precisamente neste tanque, reflete-se a imponente Torre de Comares. Num dos lados, existe uma galeria a toda a largura do pátio, com alcovas de tertúlia nos seus extremos. Da galeria entra-se na antecâmara chamada de Sala de la Barca (Sala da Barca).

#### Sala da Barca
A partir da galeria norte do Patio dos Arrayanes, e através dum arco de moçárabes apontado, acede-se à Sala da Barca, assim chamada uma vez que apresenta um artesanato magnificamente montado em forma de casco de barco. Esta sala, de forma rectangular, com 24 metros por 4,35, ao que parece, seria mais pequena inicialmente, sendo a sua ampliação realizada por Maomé V. Nesta sala existiu uma abóbada semicilíndrica que foi destruída por um incêndio em 1890, sendo substituída por uma reprodução daquela, totalmente temonada em 1964. As paredes apresentam ricos estucados com o escudo nacérida e, dentro dele, a palavra "Bendição" e o lema da dinastia, "Só Deus é vencedor".
A sala encontra-se rodeada por um apainelamento, em cujos extremos se encontram alcovas com rodapés de azulejos que revestem as colunas de suporte a arcos arcos decorados de moçárabes e vieiras.
Daqui acede-se ao Salão de Comares ou Salão dos Embaixadores.

#### Salão de Comares ou Salão dos Embaixadores
Esta sala é a mais ampla e elevada de todo o palácio, com os seus 11 metros de lado e 18 de altura, contando com muitos espaços abertos. Servia para celebrar as audiências privadas do sultão com outras pessoas, com estas últimas a sentarem-se nas cavidades existentes nas paredes. Para além disso, é aqui que se encontra o trono do sultão.
Apesar de originalmente o pavimento ser de mármore, na actualidade é de barro. No centro da sala pode observar-se um quadrado com o nome de Alá escrito sobre azulejos. É um lugar com um conteúdo poético muito rico, onde podemos encontrar diferentes composições, louvores a Deus e ao emir, e também alguns fragmentos do Corão. Cada centímetro da parede está coberto por algum elemento decorativo. Um dos aspectos mais atraentes do Salão dos Embaixadores é o seu tecto, de forma cúbica. Nele estão representados os sete céus da cultura muçulmana, situados uns sobre os outros. O Corão diz que sobre eles está o trono de Deus. Todo o tecto está cheio de estrelas, num total de cento e cinco.
O Salão dos Embaixadores encontra-se no interior da Torre de Comares.

#### Torre de Comares

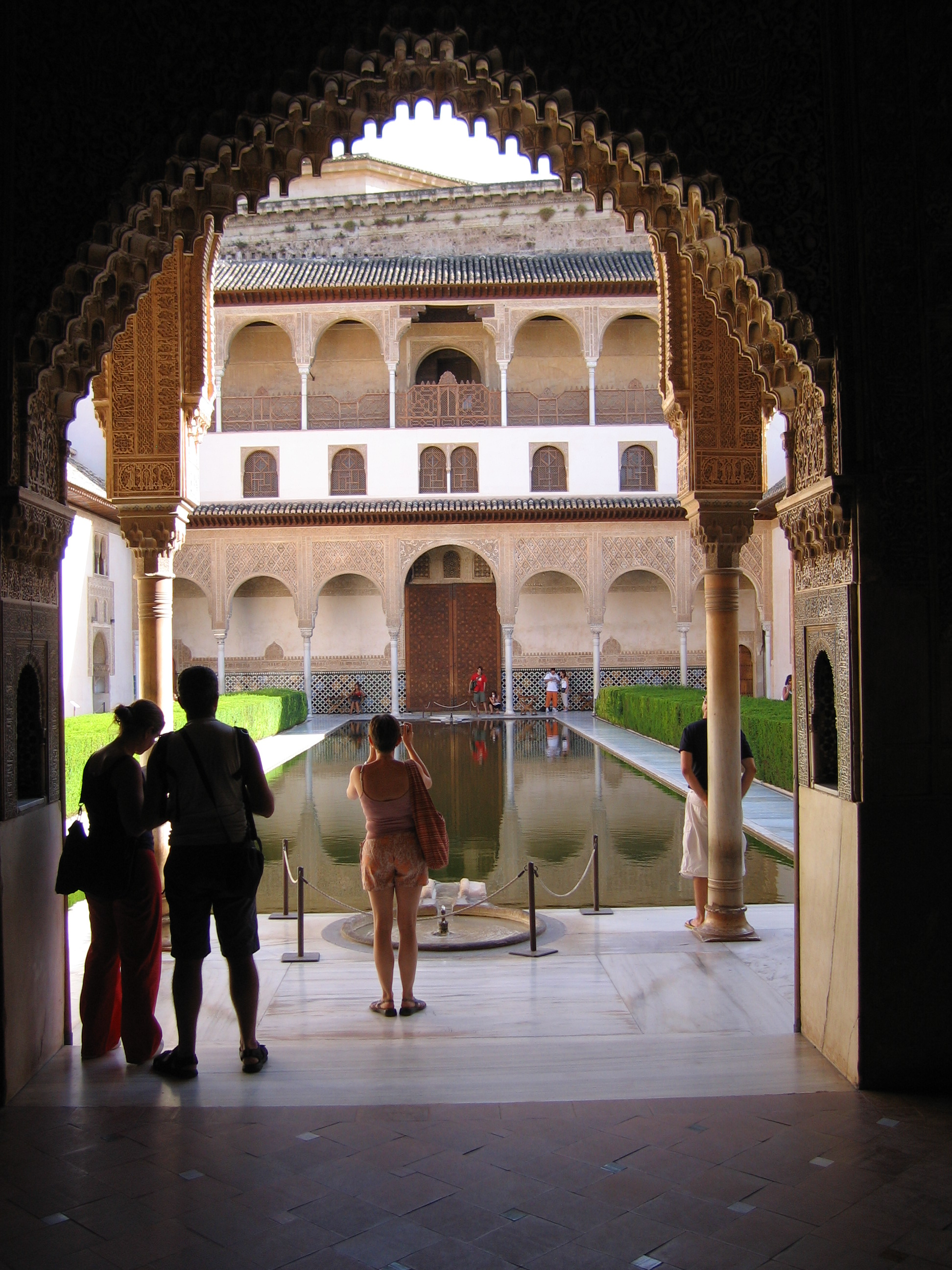
Aspecto do Palácio de Comares

Nas suas partes laterais existem nove alcovas e janelas fechadas antigamente por persianas de madeira e vitrais coloridos chamados de cumarias, (daí o nome de comares). Todas as paredes estão estucadas com motivos de conchas, flores, estrelas e escrituras.
A sala policromada apresenta ouro no relevo, com cores claras no fundo. Rodapé decorado com azulejos. O pavimento original era em cerâmica vidrada em branco e azul com escudos de armas como motivos ornamentais. O tecto é uma representação do Universo, quem sabe uma das melhores representações datadas da Idade Média. Realizado em madeira de cedro com incrustações de madeira de diferentes cores, vai formando estrelas sobrepostas que formam diferentes níveis. No nível mais elevado, ao centro, está o escabelo (عرش) sobre o qual se senta Deus-Alláh segundo os relatos corânicos. A partir deste, vão-se repetindo as figuras geométricas que dividem o tecto em sete espaços que representam os sete céus que descem consecutivamente até este mundo: o "sete" é um dos números simbólicos por excelência. Entre todos eles aparece o Trono (كرس), que é o símbolo de toda a criação. Este uso simbólico de cosmologia corânica — com tantas alusões ao Escabelo, ao Trono, ao Rei que se senta sobre ele — tem uma clara intenção de legitimar o soberano como representante (jalifa, de onde vem califa) de Deus na Terra. O facto deste salão ser o salão do trono, o qual estava situado no seu centro mesmo debaixo do escabelo divino, é uma clara referência a essa intenção. Porém, a simbologia da sala não acaba aí: as quatro diagonais do Tecto de Comares representam os quatro rios do Paraíso e a Árvore do Mundo (o Axis Mundi) que, tendo as suas raízes desde o Escabelo, se expande por todo o Universo. Por outro lado, as alcovas, nove presentes (três em cada parede), mais três omitidas para deixar passagem para a Sala da Baraca, são uma referência às doze casas zodiacais, em correspondência com o papel de sétimo céu que ocupa essa altura. Além disso, as paredes estão decoradas com versículos corânicos e poemas realizados em estuque, o que devia conceder a esta sala nas suas origens, com a decoração que não chegou aos nossos dias, com os seus jogos de luz e o seu ambiente cortesão, uma das salas palacianas mais impressionantes do mundo islâmico.
A alcova central estava destinada ao sultão, neste caso Iúçufe I, que foi quem construiu o Palácio de Comares. O aquecimento era feito por braseiros e a iluminação por lâmpadas de azeite.
Saindo novamente para o Pátio dos Arrayanes, num dos extremos do pátio, à esquerda, um pequeno arco serve de entrada a passadiço pelo qual se chega à zona privada do monarca, o Harém (Haram significa lugar privado).
Através da Sala dos Moçárabes, chega-se ao Palácio dos Leões.

#### Sala dos Moçárabes
Esta sala tem este nome devido à abóbada de moçárabes que a cobria originalmente, sendo a actual datada do século XVII. Paredes com trabalhos em estuque, inscrições religiosas e escudo da Dinastia nacérida. Uma arcada de moçárabes conduz ao Palácio dos Leões.

#### Palácio dos Leões

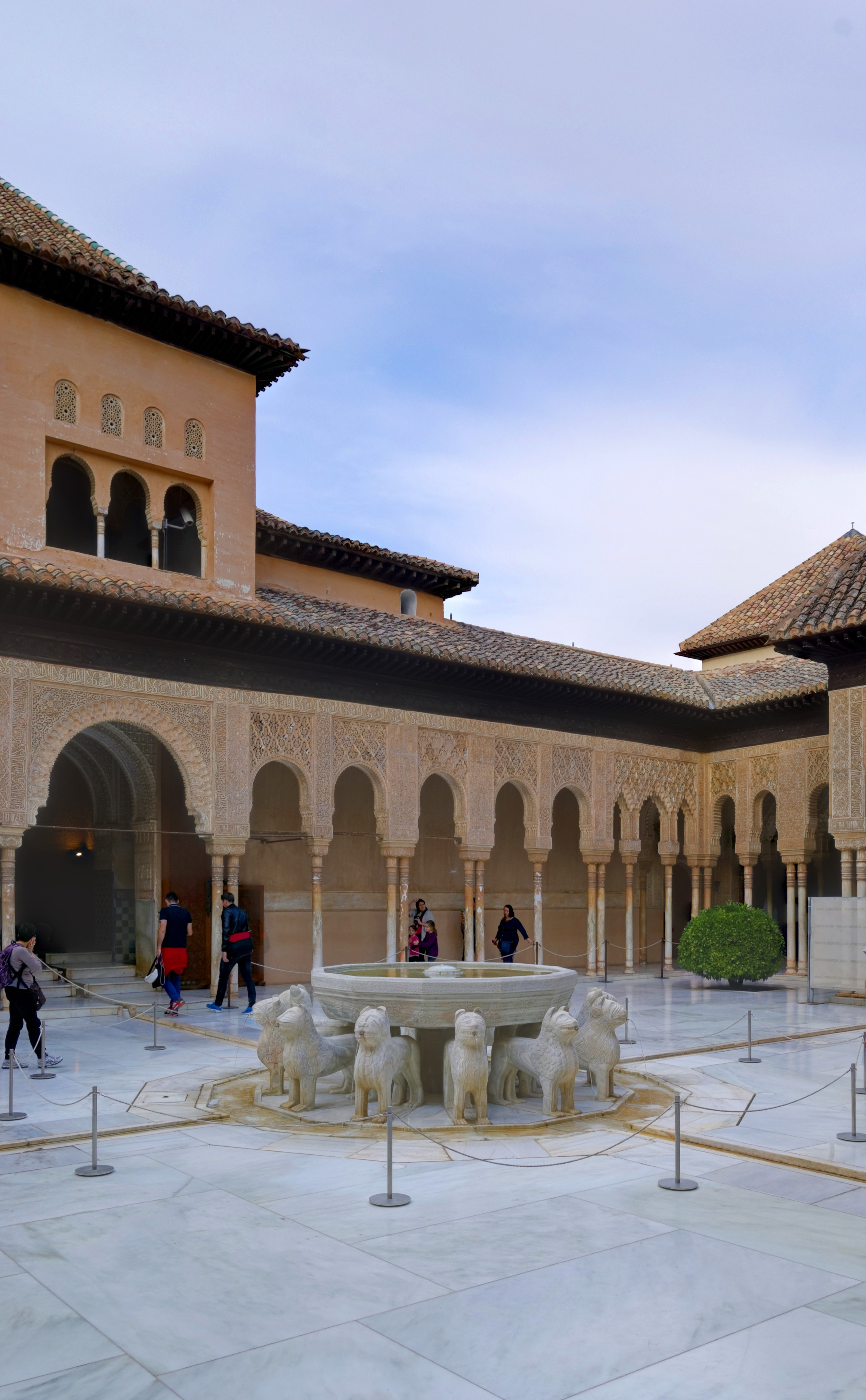
Vista parcial do Pátio dos Leões

Este palácio, construído em 1377 por Maomé V, filho de Iúçufe I, apresenta uma planta quadrangular, sendo rodeado por uma esbelta galeria com 124 colunas de mármore branco de Almería. Em redor, as alcovas, salas privadas do sultão e das suas esposas com piso alto aberto, falta de janelas com vistas para o exterior, mas com jardim interior de acordo com a ideia muçulmana do paraíso. O que hoje é terra no pátio, foi jardim. Das salas saem quatro riachos que fluem para o centro: os quatro rios do paraíso. As colunas unem-se com panos perfurados que deixam passar a luz. Fustes cilíndricos muitos delgados, anéis na parte superior, capitéis cúbicos sobre os quais correm inscrições. As placas cinzentas de chumbo convertem osa impulsos horizontais em verticais. Os dois pequenos templos que avançam sobre os dois lados opostos do pátio são como que uma lembrança da tenda de campanha dos beduínos. Estas estruturas possuem planta quadrada, sendo decorados com cúpulas de madeira que se apoiam em penachos moçárabes. O beiral é obra do século XIX. Toda a galeria está coberta com cofragem entrelaçada.

#### Fonte dos Leões

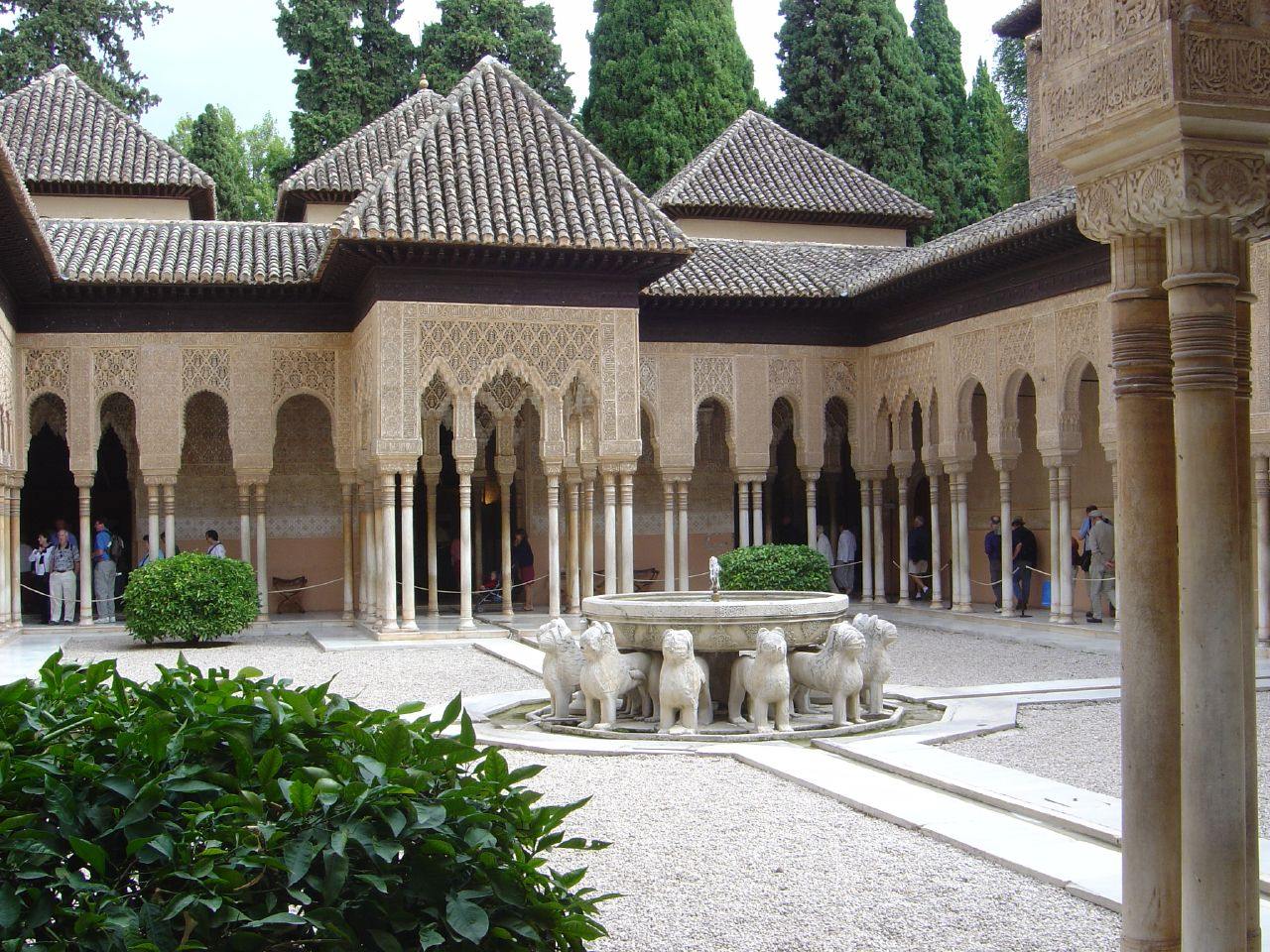
A Fonte dos Leões

Os últimos estudos dizem que os leões procedem da casa do vizir judio Iúçufe Ibn Nagrela (1066). Não se sabe se o construiu antes da sua morte, mas foi acusado de querer erguer um palácio mais grandioso que o do próprio rei.
Conserva-se pelo poeta Ibn Gabirol (século XI) uma descrição quase exacta da dita fonte. Representam as 12 tribos de Israel. Dois deles têm um triângulo na frente indicando as duas tribos eleitas: Judá e Levi. São do século XI. A taça tem escritos no seu perímetro versos do ministro e poeta Ibn Zamrak, nos quais se descreve perfeitamente a fonte: "(…)A tão diáfana taça, talhada pérola,/ pelas beiras a gota de orvalho estagnada,/ e vai entre margaridas a prata, /fluida e também feita branca e pura./Tão afim é o duro e o afluente /que é difícil saber qual deles flui(…)".
Actualmente, a fonte encontra-se num processo de restauro, o que obrigou à deslocação dos leões. Esta fonte tem diversos significados e simbologias. Por um lado, os doze leões têm um simbolismo astrológico, aludindo cada leão a um signo zodiacal. Por outro, tem um significado político ou majestático, relacionado com o Rei Salomão (o rei arquitecto), visto que existe uma inscrição na fonte referindo-se a este. Por último, e mais importante, alude a um símbolo paradisíaco, referindo-se à fonte originadora da vida e dos quatro rios do paraíso.

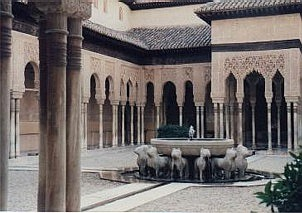
Pátio dos Leões
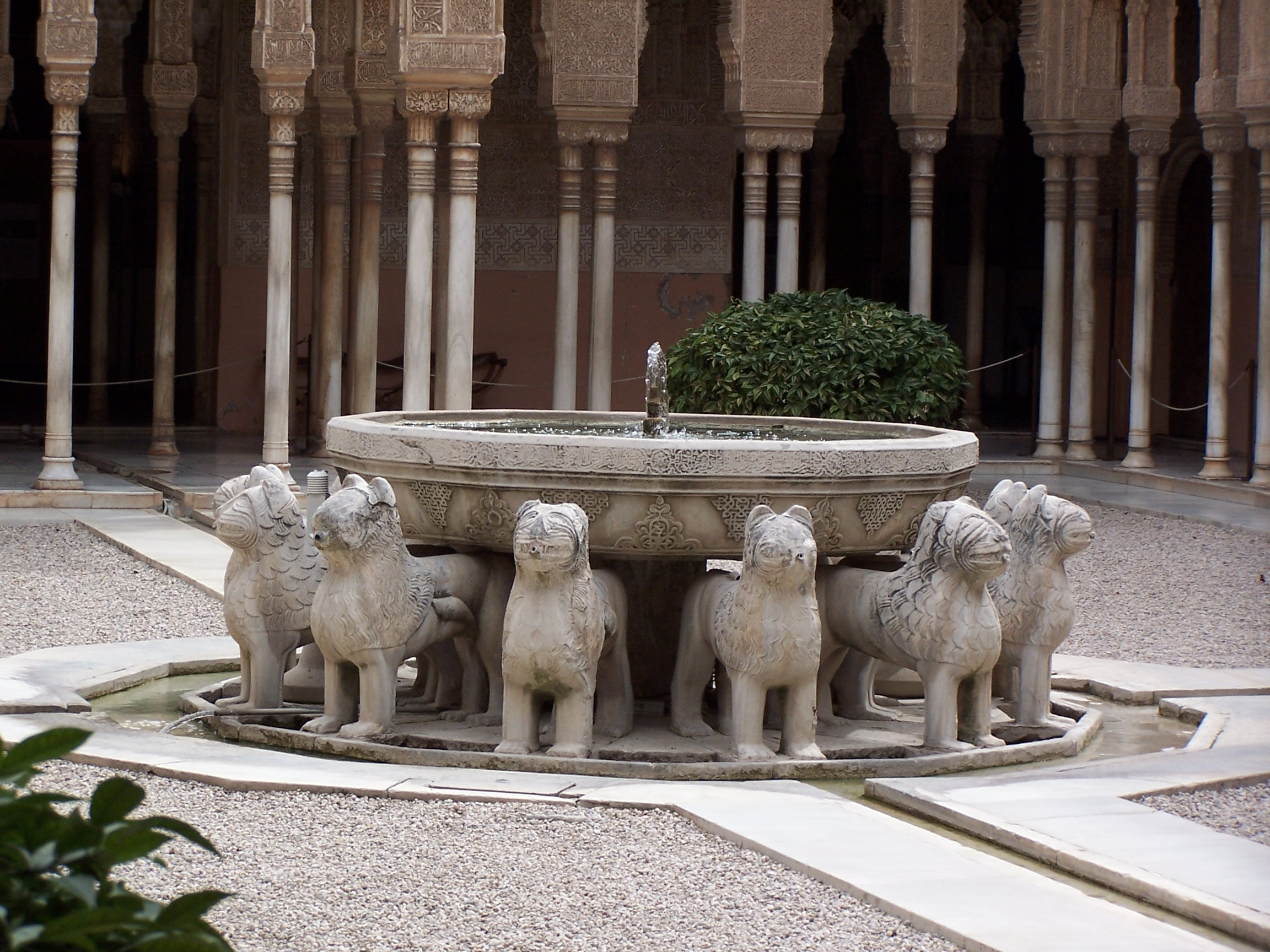
Fonte dos Leões
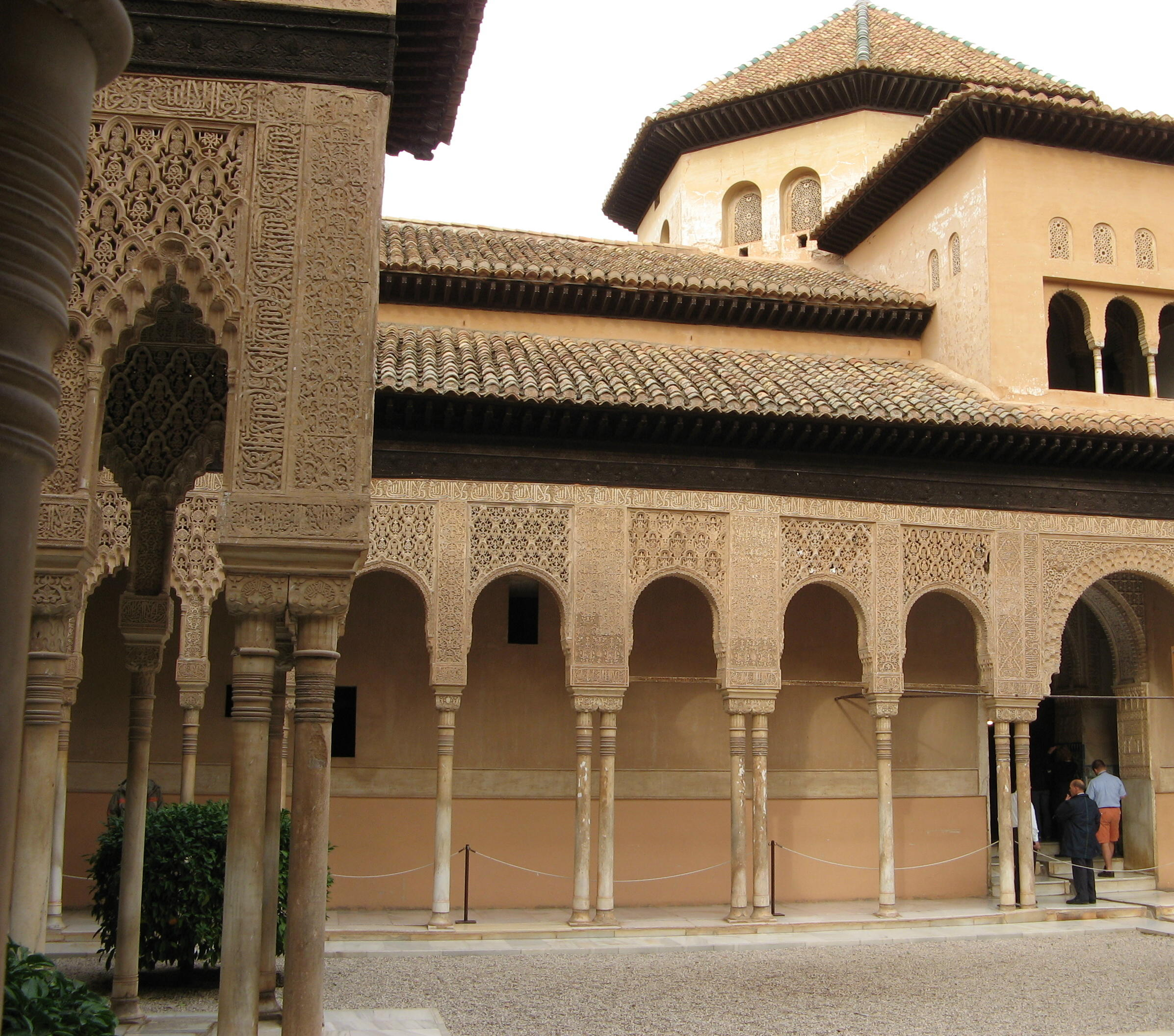
Pátio dos Leões
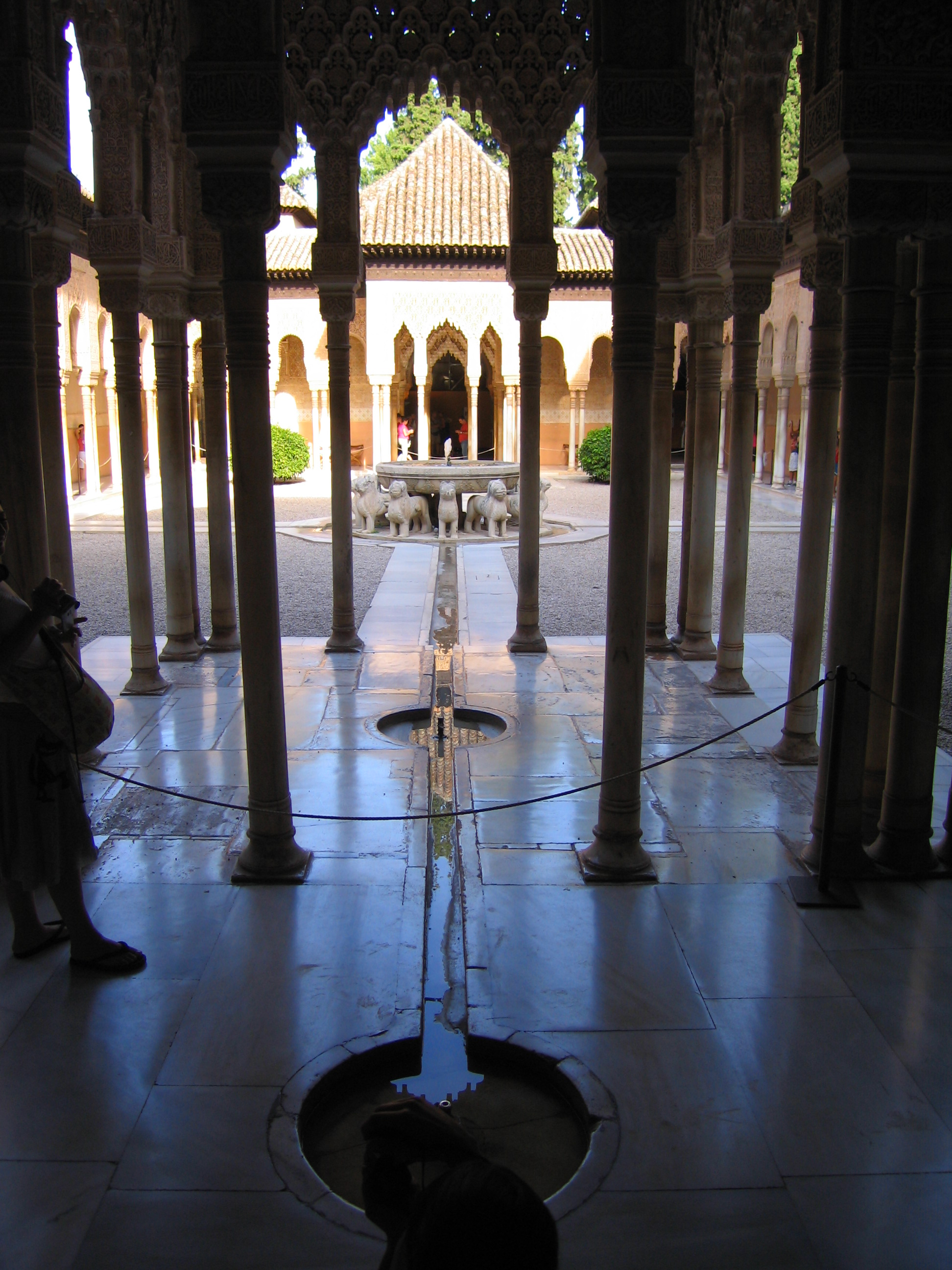
Efeitos de luz no Pátio dos Leões
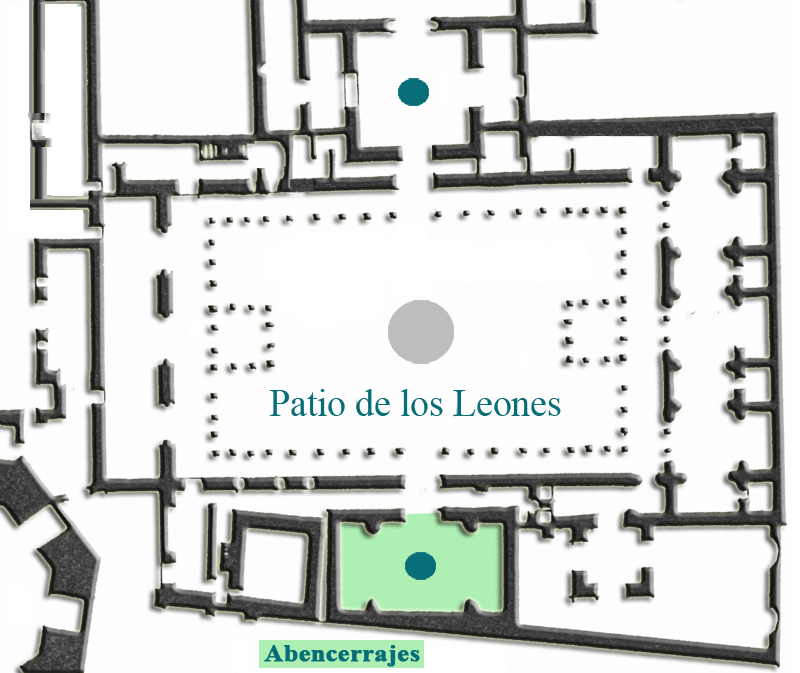
Sala dos Abencerragens assinalada na planta do Palácio dos Leões

#### Sala dos Abencerragens

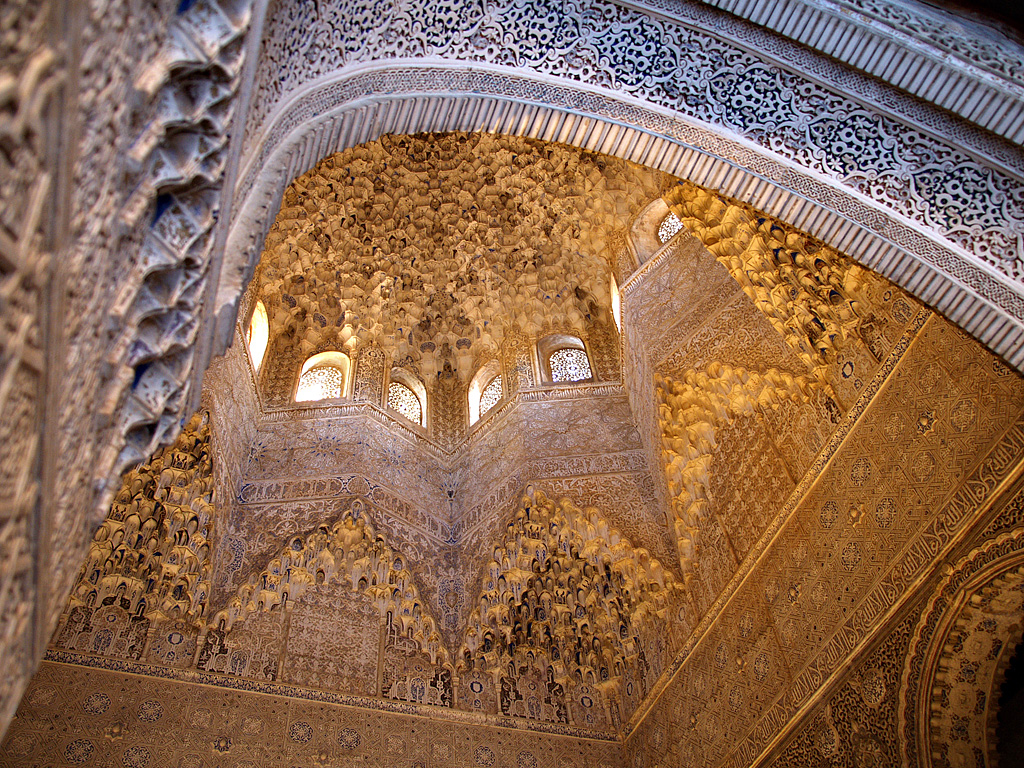
Cúpula da Sala das Abencerragens

Esta sala foi alcova do sultão. Por ser quarto privado não possui janelas. As paredes estão ricamente decoradas. O estuque e as cores são originais. O rodapé de azulejos é do século XVI, da fábrica de azulejos sevilhana. A cúpula está decorada com moçárabes; no pavimento, ao centro, uma pequena fonte servia para reflectir a cúpula de moçárabes, que, por estar ricamente decorada, conseguia uma luz encantadora e mágica, pois a luz, ao entrar pela parte superior, ia mudando segundo as diferentes horas do dia.

#### Sala dos Reis
Esta sala ocupa todo o lado oriental do Pátio dos Leões, provavelmente destinada a festas familiares, recebe este nome devido à pintura que preenche a abóbada do quarto central. É a sala mais larga do Harém, encontrando-se dividida em três quartos iguais e dois pequenos que poderiam servir de armários, pela sua localização e falta de iluminação. Na abóbada do centro, as pinturas representam os 10 primeiros reis de Granada desde a fundação do reino, um deles com barba ruiva que pode ser Maomé ibne Nácer, chamado Alaamar o Vermelho, ou El Bermejo', fundador da dinastia nacérida. Nas abóbadas laterais existem pinturas que representam cavaleiros e damas, realizadas em finais do século XIV. Nos tempos de Pedro I de Castela existiu um intercâmbio artístico, tendo o rei cristão solicitado ajuda ao Rei de Granada para restaurar os Reales Alcázares de Sevilla. As pinturas possuem uma técnica muito trabalhosa:
1. Placas de madeira bem aparadas e formando uma elipse.
2. Sobre a superfície côncava estende-se o couro molhado, fixando-o com um banho de cola e adornando-o com pequenos cravos de cabeça quadrada cobertos de estanho para evitar a oxidação.
3. Sobre o couro, uma capa de gesso, cana e cola de 2 cm de espessura já tostada e pintada de vermelho. Sobre esta capa, e com um punção, desenham-se os temas.

#### Sala das Duas Irmãs
Para se aceder a esta sala, sai-se do Pátio dos Leões pelo lado oposto à Sala dos Abencerragens. Passa-se por uma porta original incrustada, uma das mais belas do palácio. Duas Irmãs são as duas lages de mármore branco que se encontram no pavimento, de ambos os lados da fonte central, exactamente iguais em tamanho, cor e peso. São as maiores da Alhambra. Possui um miradouro sobre a cidade e tem comunicação directa com os banhos.
Esta sala, à semelhança de toda a Alhambra, tem poemas escritos nas paredes. Aqui pode ler-se um que diz: "Sem par, radiante cúpula há nela / com encantos patentes e escondidos" (…) "Nunca vimos jardim tão verdejante, / de mais doce cultivo e mais aroma".
Em cada quarto do harém existem duas portinholas: uma dá para o harém alto, a outra é uma retrete. Não existem cozinhas. Empregavam os braseiros portáteis ou cozinhavam fora. Ao fundo da sala está o Balcão de Lin-dar-Aixa. Dava para o vale do rio Darro e via-se a cidade à distância. O Pavilhão Carlos I interrompe agora a vista, motivo pelo qual foi construído o Jardim de Lindaraja, italiano, com fonte renascentista e taça em mármore árabe. No miradouro de Lindaraja pode ler-se o seguinte poema: "Eu sou deste jardim o olho fresco" (…) "Em mim, a Granada vê, desde o seu trono".

#### Quarto do Imperador
Construído para servir de habitação ao Rei Carlos I enquanto estivesse em Granada durante a sua viagem de bodas. No quarto que se segue a este existe uma placa de mármore em memória do escritor Washington Irving (reproduzida abaixo), que aqui residiu enquanto escrevia os seus Contos da Alhambra, em 1829.

#### O Peinador da Rainha
Torre árabe chamada de Abul-Hachach, usada pelo sultão para festas. Aqui residiu a Imperatriz Isabel.

#### Pátio da grade ou dos ciprestes
Pário da época de Carlos I.

#### Banhos
Os banhos eram a jóia da casa árabe, sendo o banho uma obrigação religiosa para o muçulmano. A construção é cópia das termas romanas. Tem três salas:
- Muda de roupa e descanso. Sala das camas e repouso. Aqui se desnudavam, passavam logo ao banho e voltavam a descansar. às vezes traziam-lhes aqui comida. Na galeria alta havia músicos e cantores.
- Massagem. Sala de refrigeração ou massagem. São duas galerias com arcos.
- Vapor. Sala de vapor. Mais pequena. As abóbadas estão abertas com clarabóias em forma de estrela, que na sua época estavam cobertas com cristais coloridos, embora não herméticos, de maneira que pudesse sair o vapor e entrar o ar fresco.

#### Palácio de Carlos V

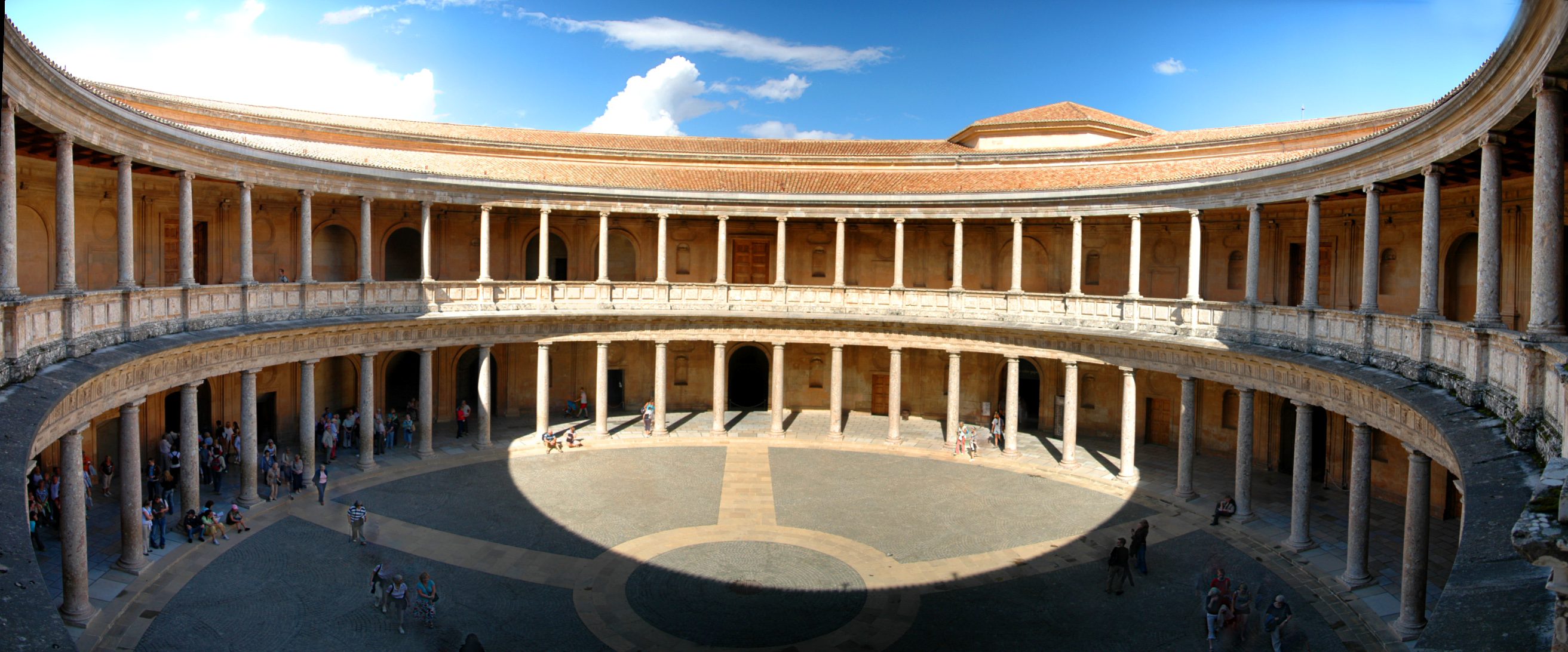
Vista panorâmica do pátio do Palácio de Carlos V

De planta quadrada, com pátio circular, foi desenhado por Pedro Machuca. Surpreende pelo ano de construção, 1527, muito prematuro para as suas características, as quais o enquadram dentro do Maneirismo: colunas dóricas no primeiro andar, jónicas no segundo e friso com cabeças de touro (bucrânios) de tradição greco-romana. Em alguns aspectos, repete ou antecipa certas soluções arquitectónicas do Maneirismo na Itália, o que se explica pela estadia de Machuca naquele país e pela sua habilidade para desenvolver com imaginação própria certos rasgos do incipiente estilo maneirista.
A sua fachada é totalmente renascentista. O primeiro corpo apresenta um estilo toscano com colmeado, enquanto o segundo tem elementos de decoração do barroco. Sobre a porta principal, duas estátuas aladas de mulher reclinadas no frontão. Acima, três medalhões enquadrados em mármore verde. Nas partes laterais, cenas de Hércules. Os anéis de ferro da parte baixa são pura decoração.

#### Convento de São Francisco
É o actual Parador de Turismo. Foi casa nobre andaluza. Depois da conquista foi doada aos franciscanos, sendo, assim, o primeiro convento de Granada. Pátio andaluz bem conservado, com moçárabes, balcão fechado com persianas e cisterna.

#### Sequeiro ou Alhambra alta
Esta área está a ser estudada, actualmente, através de escavações. Bairro do povo andaluz e de nobres. Ruínas do palácio dos Abencerragens.

#### Torre dos Sete Pavimentos
Dos sete pavimentos, encontraram-se quatro. Famosa por aparecer em algumas das aventuras dos Contos da Alhambra, de Washington Irving, ambientadas nela. A lenda diz que Boabdil abandonou o palácio partindo deste local.

#### Torre da Cativa
Sumptuosa construção de Iúçufe I. Entre os seus poemas pode ler-se: "nos seus rodapés, de obra de azulejos, / e no sei pavimento, tem prodígios como tecidos". Deve o seu nome a Isabel de Solís que, como diz o nome, esteve cativa nesta torre.

#### Torre das Infantas
Construída em 1445, é a torre melhor conservada. Bom exemplo do que era uma vivenda andaluza com todas as comodidades. É um palacete com bancos à entrada para os eunucos, pátio interior com alcovas, entrada em esquina, fonte ao centro, janelas para as hortas em flor (neste caso, o Generalife), piso superior para as damas. No alto tem um terraço. O tecto era de moçárabes, mas desapareceu num terramoto. Curiosa abóbada de entrada. Residência das irmãs Zaida, Zoraida e Zorahaida, cuja história é narrada por Washington Irving em Contos da Alhambra.

## Influências da Alhambra

### Alhambra na literatura

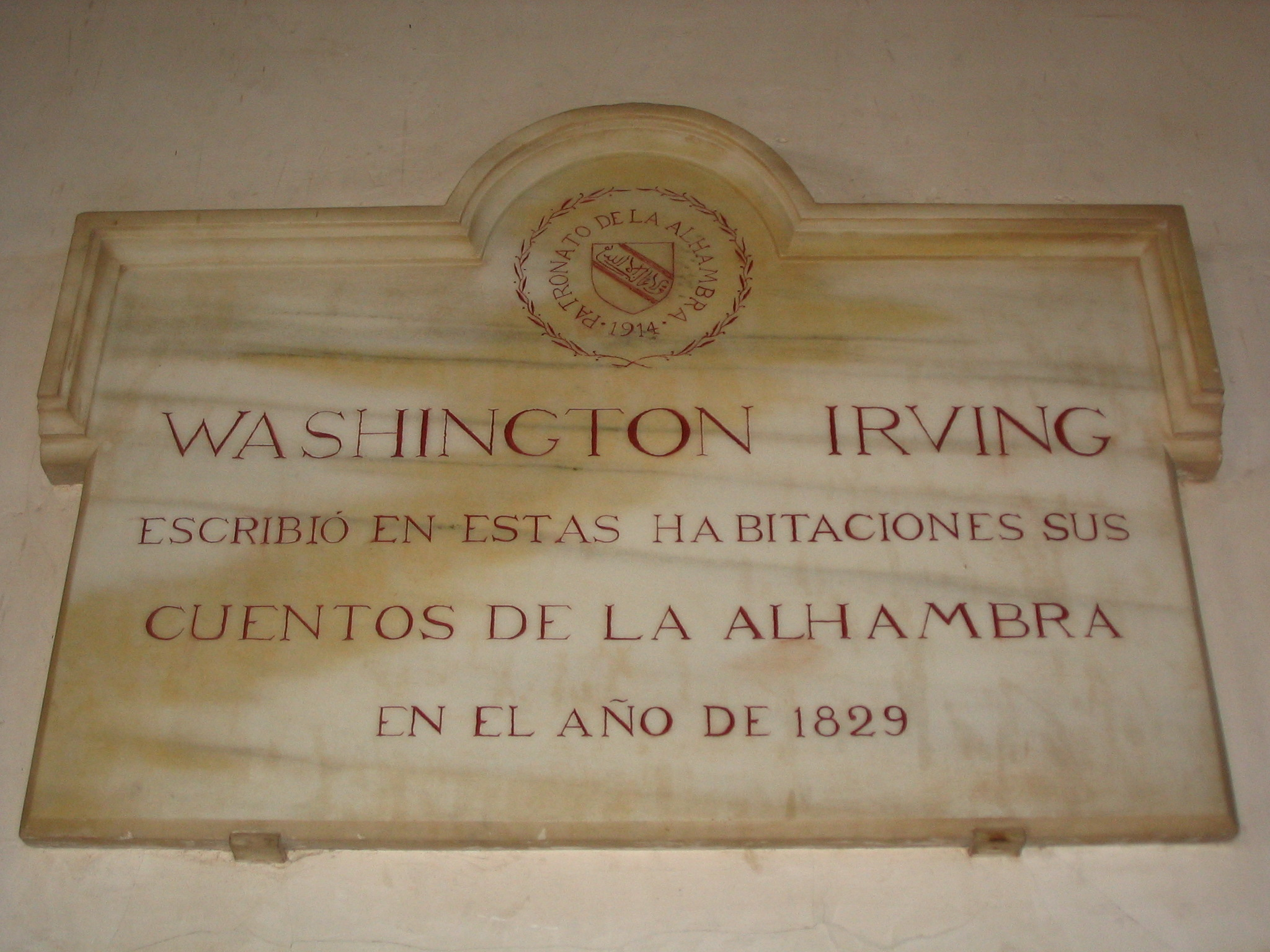
Placa comemorativa na Alhambra, dizendo "Washington Irving escreveu os seus "Contos da Alhambra" nestas salas em 1829"

Partes das seguintes novelas são passadas na Alhambra:
- Tales of the Alhambra, de Washington Irving. Trata-se duma colecção de ensaios, esboços verbais e histórias. Irving viveu no palácio enquanto escrevia o livro e serviu de meio para reintroduzir o lugar nas audiências ocidentais.
- The Moor's Last Sigh, de Salman Rushdie.
- Leon L'Africain, de Amin Maalouf, descrevendo a reconquista de Granada pelos Reis Católicos.
- The Constant Princess, de Philippa Gregory .
- Poema "Movies" na colecção Montage of a Dream Deferred (1951), de Langston Hughes
- Peça Dona Rosita the Spinster, de Federico García Lorca , mencionada pela personagem-título Dona Rosita na sua canção/discurso às irmãs Manola.
- The Accidental, de Ali Smith.

### Alhambra no cinema
Parte dos seguintes filmes são passados na Alhambra:
- Assassin's Creed, de Justin Kurzel.

### Alhambra na música
A Alhambra tem inspirado composições musicais de uma forma directa, como o famoso estudo tremolo para guitarra Recuerdos de la Alhambra (Memórias da Alhambra), de Francisco Tárrega, a peça para dois pianos Lindaraja, de Claude Debussy (composta em 1901), e o pelúdio La Puerta del Vino, do mesmo autor (no 2º livro de prelúdios, composto em 1912-1913).[ligação inativa].
"En los Jardines del Generalife", primeiro andamento das Noches en los Jardines de España de Manuel de Falla, e outras peças de compositores como Ruperto Chapí (Los Gnomos de la Alhambra, 1891), Tomás Bretón (Noche de paz) e muitos outros, estão incluidos numa corrente chamada pelso eruditos de "Alhambrismo".
Nas músicas pop e folk, a Alhambra é tema da canção de Ghymes com o mesmo nome. A banda rock The Grateful Dead, realizou uma música chamada "Terrapin Station", em 1977, no álbum com o mesmo nome. A própria canção era uma série de pequenas composições escritas por Robert Hunter e musicadas por Jerry Garcia, uma secção lírica deste Terrapin Station tinha uma "suite" chamada Alhambra.
Em Setembro de 2006, a cantora/compositora canadiana Loreena McKennitt actuou na Alhambra. O filme resultante estreou na PBS e foi, mais tarde, lançado como um conjunto de DVD/CD em três discos intitulado Nights from the Alhambra.
Alhambra é o título de um EP lançado pela banda rock canadiana The Tea Party, contendo versões acústicas de algumas das suas canções.
A composição Alhambra Fantasy (1999–2000), do britânico Julian Anderson, encomendada pela London Sinfonietta, foi influênciada pela arquitectura do complexo palaciano da Alhambra. Em duas secções flagrantemente contrastantes, a obra relata diferentes facetas da Alhambra – a primeira, áspera e enérgica, está relacionada com os edifícios do próprio palácio, dominada por sons do martelar e dos murros na percussão. Curtos contrapontose e motivos justapostos criam, para alguns, a impressão dum mosaico. A segunda secção evoca a bela paisagem da Vega. O compositor teve o uidado de observar que não havia escrito música programática, apesar tenha preocupação com o esplendor do próprio palácio, a sua inserção na paisagem e a sua relevância para a complexa e turbulenta história da região.
Em 1976, o produtor Christopher Nupen filmou The Song of the Guitar na Alhambra, um programa com uma hora de duração, apresentando o lendário guitarrista espanhol Andrés Segovia. Actualmente, está disponível em DVD.

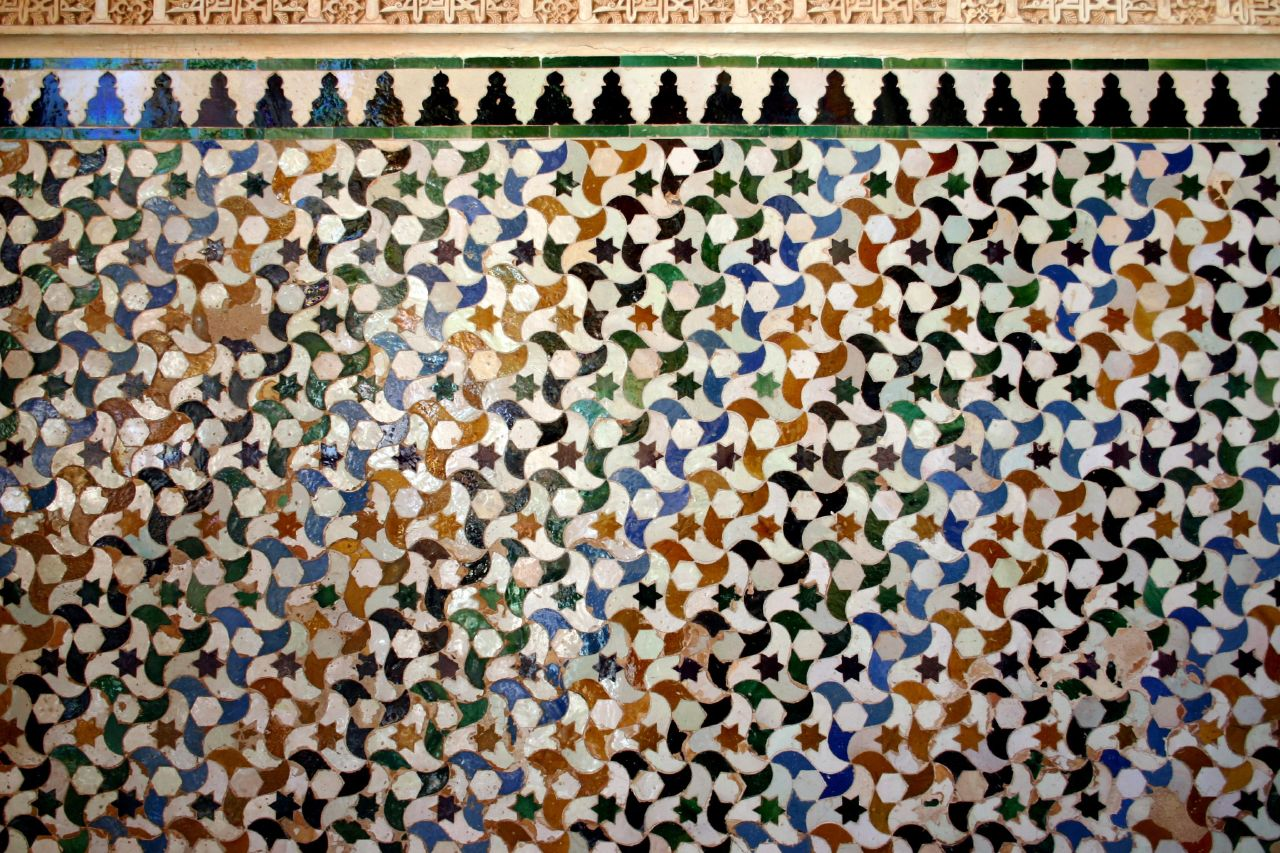
Mosaicos como este inspiraram o trabalho de M. C. Escher

### Influência nas artes gráficas
A visita que M. C. Escher fez à Alhambra, em 1922, inspirou o seu trabalho seguinte nas divisões regulares do plano depois de estudar o uso mouro da simetria nos azulejos do complexo palaciano de Granada.

### Influência na arquitectura dos séculos XIX e XX
Desde as interpretações românticas do século XIX até à actualidade, muitos edifícios e partes de edifícios por todo o mundo têm sido inspirados na Alhambra: existe uma casa moura revivalista em Stillwater, Minnesota, a qual foi criada e baptizada em referência à Alhambra. Também uma parte do Irvine Spectrum Center, em Irvine, Califórnia, é uma versão pós-moderna do Pátio dos Leões.
Merece ainda referência o Alhambra Theatre, no centro de Bradford, na Inglaterra.

## Curiosidades

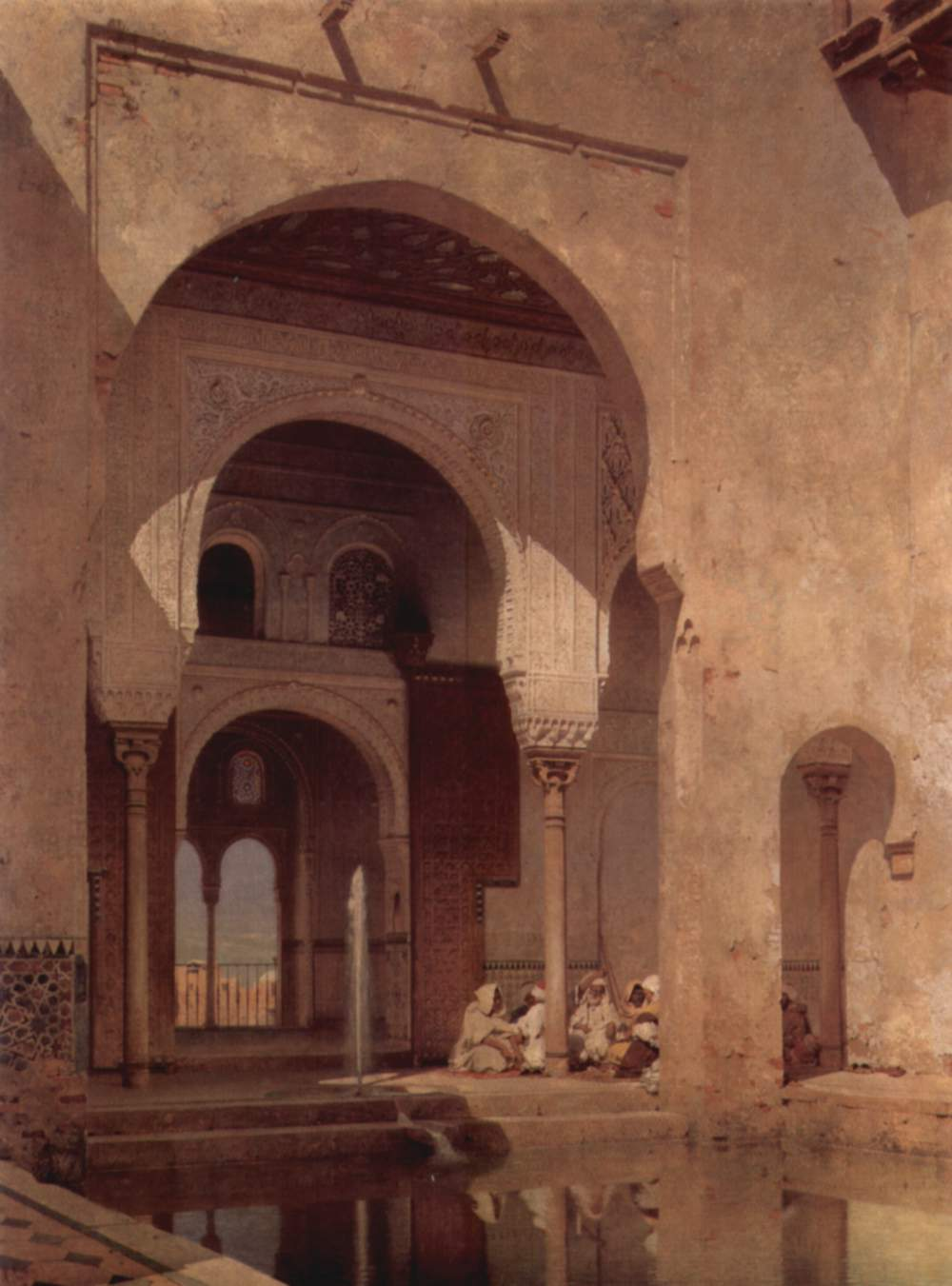
Alhambra, por Adolf Seel, 1886

- O primeiro andamento da obra impressionista Noches en los jardines de España (Noites nos Jardins de Espanha: 1909-1915), de Manuel de Falla está ambientada na Generalife.
- Os activistas sociais da cidade costumam utilizar a carga simbólica e fama universal da Alhambra para realizar acções espectaculares e mediáticas. Um dos últimos exemplos ocorreu em 2003, quando membros do Foro Social de Granada implantaram na Torre de la Vela um cartaz de "Não à Guerra", como protesto pela Invasão do Iraque. Mais recentemente, no dia 14 de Abril de 2007 (aniversário da Segunda República Espanhola), as Juventudes Comunistas descerraram uma bandeira republicana de 40 metros nessa mesma torre.[7]